# 晚吹
《晚吹》（英語：Talker / Night Talk）現時為香港電視娛樂旗下頻道ViuTV播放的清談節目時段。ViuTV對「晚吹」一詞的解釋為「晚黑先嚟吹（晚上才來吹） 狂吹 無邊界的吹」，「吹」字就源自廣東話俗語「吹水」（聊天）。
該時段於2016年4月7日（即ViuTV正式開台後的第二天晚上）首播，其後於逢星期三至日晚播出，每天會安排不同節目和題材，但會使用同一錄影廠錄影。
由2017年2月8日起因應新節目推出而首次轉換全新佈景錄影。同年4月3日起，由一星期五晚改為每晚播出；2019年2月25日起，改為逢星期一至六晚播出；2019年4月22日起，再改為逢星期一至五晚播出。

## 播映時間
- 2016年4月7日至2017年4月2日 
 逢星期三至五 23:00－23:30 
 逢星期六至日 23:30－00:00
- 2017年4月3日至2018年4月29日 
 逢星期一至日 23:30－00:00
- 2018年4月30日至2019年2月24日 
 逢星期一至五 23:00－23:30 
 逢星期六至日 23:30－00:00
- 2019年2月25日至2019年4月21日 
 逢星期一至五 23:00－23:30 
 逢星期六 23:30－00:00
- 2019年4月22日至28日 
 逢星期一至五 23:00－23:30
- 2019年4月29日至2025年4月11日 
 逢星期一至五 23:30－00:00
- 2025年4月14日起 
 逢星期一至五 23:00－23:30

## 節目列表

### 現時播放中節目
| 播映日 | 播映時間     | 節目名稱       | 首播日期      | 主持                   | 網頁                   |
| ------ | ------------ | -------------- | ------------- | ---------------------- | ---------------------- |
| 星期一 | 23:00－23:30 | 怨女俱樂部     | 2025年4月14日 | 余迪偉、何居倬、陳皓雲 |                        |
| 星期二 | 23:00－23:30 | GG家長指引     | 2024年10月1日 | 伍家謙、鄭伊琪         | （页面存档备份，存于） |
| 星期三 | 23:00－23:30 | 空肚講宵夜     | 2019年12月4日 | 梁祖堯、蔡瀚億、陳俞希 | （页面存档备份，存于） |
| 星期四 | 23:00－23:30 | Chat KP        | 2024年11月7日 | 彭秀慧                 |                        |
| 星期五 | 23:00－23:30 | 總有一瓣喺左近 | 2017年8月11日 | 潘紹聰、岑樂怡、詹朗林 | （页面存档备份，存于） |

### 已結束／即將結束節目
| 播放日期                      | 播映日 | 節目名稱          | 集數 | 主持                                              | 網頁                   |
| ----------------------------- | ------ | ----------------- | ---- | ------------------------------------------------- | ---------------------- |
| 2016年4月8日－8月26日         | 星期五 | No Money No Talk  | 20   | 王利民、歐陽英傑、筆華棋、冬菇、金水              | （页面存档备份，存于） |
| 2016年4月13日－2017年2月1日   | 星期三 | 一大一路          | 42   | 黃奕晨 及 一眾小主持                              | （页面存档备份，存于） |
| 2016年4月10日－8月28日        | 星期日 | 總有一隻喺左近    | 42   | 陳淑蘭、潘紹聰、岑樂怡、英健朗                    | （页面存档备份，存于） |
| 2016年9月2日－2017年2月3日    | 星期五 | 總有一隻喺左近    | 42   | 陳淑蘭、潘紹聰、岑樂怡、英健朗                    | （页面存档备份，存于） |
| 2016年4月9日－2017年2月4日    | 星期六 | 真PK              | 42   | 火火、李健宏                                      | （页面存档备份，存于） |
| 2017年2月10日－8月4日         | 星期五 | 總有一件喺左近    | 26   | 陳淑蘭、強尼、英健朗                              | （页面存档备份，存于） |
| 2016年9月11日－2017年8月6日   | 星期日 | 啪啪聲，太好聽    | 48   | 梁梓禧、鄧洢玲                                    | （页面存档备份，存于） |
| 2017年4月3日－9月25日         | 星期一 | 捲上你的床        | 26   | 火火、余逸思、崔碧珈                              | （页面存档备份，存于） |
| 2017年4月4日－9月26日         | 星期二 | KO KOL            | 26   | 林作、邵子風、馬俊怡、Jason、趙詠瑤               | （页面存档备份，存于） |
| 2017年2月8日－2018年1月31日   | 星期三 | 書到用時          | 52   | 王貽興、劉翁                                      | （页面存档备份，存于） |
| 2017年2月11日－2018年2月10日  | 星期六 | 男人講嘢          | 52   | 鄒凱光、駱振偉、薛晉寧                            | （页面存档备份，存于） |
| 2018年2月19日                 | 星期一 | 有狗有福相        | 1    | 陳啟泰、李蔓瑩、英健朗                            | （页面存档备份，存于） |
| 2017年8月13日－2018年2月25日  | 星期日 | 啪啪Channel       | 26   | 陶傑、卓韻芝、Dickson                             | （页面存档备份，存于） |
| 2017年10月3日－2018年7月31日  | 星期二 | Trip精            | 43   | 嘉欣、Ming仔、Jerry.C                             | （页面存档备份，存于） |
| 2018年2月7日－8月8日          | 星期三 | Daddy Kingdom     | 26   | 細So、陳詠謙                                      | （页面存档备份，存于） |
| 2019年2月4日                  | 星期一 | 口福有真相        | 1    | 陳啟泰、李蔓瑩、英健朗                            | （页面存档备份，存于） |
| 2019年2月8日                  | 星期五 | 總有好運過豬年    | 1    | 潘紹聰、符致逸、王頌茵                            | （页面存档备份，存于） |
| 2018年8月7日－2019年2月26日   | 星期二 | 飛·自由           | 29   | Ming仔、余采霖                                    | （页面存档备份，存于） |
| 2018年8月15日－2019年2月27日  | 星期三 | 喵喵喵            | 29   | 西瓜、譚凱倫                                      | （页面存档备份，存于） |
| 2018年2月24日－2019年4月20日  | 星期六 | Close噏           | 52   | 火火、劉偉恆、虞逸峯、Otto                        | （页面存档备份，存于） |
| 2017年10月2日－2019年4月22日  | 星期一 | 有病有真相        | 78   | 陳啟泰、李蔓瑩、英健朗                            | （页面存档备份，存于） |
| 2019年3月6日－11月27日        | 星期三 | 女學生·吹水班     | 39   | 駱振偉、嚴瀚褀、彭嘉桓                            | （页面存档备份，存于） |
| 2019年4月29日－2020年4月27日  | 星期一 | 啪啪Partner       | 52   | 丁可欣、Picco、Vera、練美娟、周志文、科林、曾贊學 | （页面存档备份，存于） |
| 2018年3月4日－2020年10月27日  | 星期二 | 罪光燈            | 130  | 歐錦棠、可宜、花家姐                              | （页面存档备份，存于） |
| 2020年11月3日－2021年8月17日  | 星期二 | 就係唔科學        | 40   | 梁釗峰、陳欣妍、余逸思、朱晉傑、麻利              | （页面存档备份，存于） |
| 2020年5月4日－2023年1月9日    | 星期一 | 有酒今晚吹        | 137  | 強尼、練美娟、黃詩詩、沈殷怡                      | （页面存档备份，存于） |
| 2023年1月16日－2023年11月13日 | 星期一 | 讓我一次買個夠    | 43   | 當奴、練美娟                                      | （页面存档备份，存于） |
| 2016年4月7日－2023年12月28日  | 星期四 | 又要威 又要戴頭盔 | 398  | 余迪偉、林二汶、徐㴓喬                            | （页面存档备份，存于） |
| 2021年8月24日－2024年1月9日   | 星期二 | 戀講嘢            | 124  | 郭嘉駿、譚凱倫、鄭伊琪、郭奕芯                    | （页面存档备份，存于） |
| 2024年1月16日－2024年9月24日  | 星期二 | 404_886流量密碼   | 32   | 梁業、何啟華、郭嘉駿                              | （页面存档备份，存于） |
| 2024年1月4日－2024年10月31日  | 星期四 | 音樂系            | 39   | 陳詠謙、何洛瑤                                    | （页面存档备份，存于） |
| 2023年11月20日－2025年4月7日  | 星期一 | 一車女人          | 65   | 倪晨曦、潘寧、練美娟                              | （页面存档备份，存于） |

### 節目播出時序表
| 首播星期                | 星期一         | 星期二          | 星期三        | 星期四            | 星期五           | 星期六   | 星期日         |
| ----------------------- | -------------- | --------------- | ------------- | ----------------- | ---------------- | -------- | -------------- |
| 2016年4月7日－10日      | 不適用         | 不適用          | 不適用        | 又要威 又要戴頭盔 | No Money No Talk | 真PK     | 總有一隻喺左近 |
| 2016年4月11日－17日     | 不適用         | 不適用          | 一大一路      | 又要威 又要戴頭盔 | No Money No Talk | 真PK     | 總有一隻喺左近 |
| 2016年8月29日－9月4日   | 不適用         | 不適用          | 一大一路      | 又要威 又要戴頭盔 | 總有一隻喺左近   | 真PK     | 不適用         |
| 2016年9月5日－11日      | 不適用         | 不適用          | 一大一路      | 又要威 又要戴頭盔 | 總有一隻喺左近   | 真PK     | 啪啪聲，太好聽 |
| 2017年2月6日－12日      | 不適用         | 不適用          | 書到用時      | 又要威 又要戴頭盔 | 總有一件喺左近   | 男人講嘢 | 啪啪聲，太好聽 |
| 2017年4月3日－9日       | 捲上你的床     | KO KOL          | 書到用時      | 又要威 又要戴頭盔 | 總有一件喺左近   | 男人講嘢 | 啪啪聲，太好聽 |
| 2017年8月7日－13日      | 捲上你的床     | KO KOL          | 書到用時      | 又要威 又要戴頭盔 | 總有一瓣喺左近   | 男人講嘢 | 啪啪Channel    |
| 2017年10月2日－8日      | 有病有真相     | Trip精          | 書到用時      | 又要威 又要戴頭盔 | 總有一瓣喺左近   | 男人講嘢 | 啪啪Channel    |
| 2018年2月5日－11日      | 有病有真相     | Trip精          | Daddy Kingdom | 又要威 又要戴頭盔 | 總有一瓣喺左近   | 男人講嘢 | 啪啪Channel    |
| 2018年2月12日－18日     | 有病有真相     | Trip精          | Daddy Kingdom | 又要威 又要戴頭盔 | 總有一瓣喺左近   | 不適用   | 啪啪Channel    |
| 2018年2月19日－25日     | 有狗有福相     | Trip精          | Daddy Kingdom | 又要威 又要戴頭盔 | 總有一瓣喺左近   | Close噏  | 啪啪Channel    |
| 2018年2月26日－3月4日   | 有病有真相     | Trip精          | Daddy Kingdom | 又要威 又要戴頭盔 | 總有一瓣喺左近   | Close噏  | 罪光燈         |
| 2018年8月6日－12日      | 有病有真相     | 飛·自由         | Daddy Kingdom | 又要威 又要戴頭盔 | 總有一瓣喺左近   | Close噏  | 罪光燈         |
| 2018年8月13日－19日     | 有病有真相     | 飛·自由         | 喵喵喵        | 又要威 又要戴頭盔 | 總有一瓣喺左近   | Close噏  | 罪光燈         |
| 2019年2月4日－10日      | 口福有真相     | 飛·自由         | 喵喵喵        | 又要威 又要戴頭盔 | 總有好運過豬年   | Close噏  | 罪光燈         |
| 2019年2月11日－17日     | 有病有真相     | 飛·自由         | 喵喵喵        | 又要威 又要戴頭盔 | 總有一瓣喺左近   | Close噏  | 罪光燈         |
| 2019年2月25日－3月3日   | 有病有真相     | 飛·自由         | 喵喵喵        | 又要威 又要戴頭盔 | 總有一瓣喺左近   | Close噏  | 不適用         |
| 2019年3月4日－10日      | 有病有真相     | 罪光燈          | 女學生·吹水班 | 又要威 又要戴頭盔 | 總有一瓣喺左近   | Close噏  | 不適用         |
| 2019年4月22日－28日     | 有病有真相     | 罪光燈          | 女學生·吹水班 | 又要威 又要戴頭盔 | 總有一瓣喺左近   | 不適用   | 不適用         |
| 2019年4月29日－5月5日   | 啪啪Partner    | 罪光燈          | 女學生·吹水班 | 又要威 又要戴頭盔 | 總有一瓣喺左近   | 不適用   | 不適用         |
| 2019年12月2日－8日      | 啪啪Partner    | 罪光燈          | 空肚講宵夜    | 又要威 又要戴頭盔 | 總有一瓣喺左近   | 不適用   | 不適用         |
| 2020年5月4日－10日      | 有酒今晚吹     | 罪光燈          | 空肚講宵夜    | 又要威 又要戴頭盔 | 總有一瓣喺左近   | 不適用   | 不適用         |
| 2020年11月2日－8日      | 有酒今晚吹     | 就係唔科學      | 空肚講宵夜    | 又要威 又要戴頭盔 | 總有一瓣喺左近   | 不適用   | 不適用         |
| 2021年8月23日－29日     | 有酒今晚吹     | 戀講嘢          | 空肚講宵夜    | 又要威 又要戴頭盔 | 總有一瓣喺左近   | 不適用   | 不適用         |
| 2023年1月16日－22日     | 讓我一次買個夠 | 戀講嘢          | 空肚講宵夜    | 又要威 又要戴頭盔 | 總有一瓣喺左近   | 不適用   | 不適用         |
| 2023年11月20日－26日    | 一車女人       | 戀講嘢          | 空肚講宵夜    | 又要威 又要戴頭盔 | 總有一瓣喺左近   | 不適用   | 不適用         |
| 2024年1月1日－7日       | 一車女人       | 戀講嘢          | 空肚講宵夜    | 音樂系            | 總有一瓣喺左近   | 不適用   | 不適用         |
| 2024年1月15日－21日     | 一車女人       | 404_886流量密碼 | 空肚講宵夜    | 音樂系            | 總有一瓣喺左近   | 不適用   | 不適用         |
| 2024年9月30日－10月6日  | 一車女人       | GG家長指引      | 空肚講宵夜    | 音樂系            | 總有一瓣喺左近   | 不適用   | 不適用         |
| 2024年11月4日－11月10日 | 一車女人       | GG家長指引      | 空肚講宵夜    | Chat KP           | 總有一瓣喺左近   | 不適用   | 不適用         |
| 2025年4月14日－4月20日  | 怨女俱樂部     | GG家長指引      | 空肚講宵夜    | Chat KP           | 總有一瓣喺左近   | 不適用   | 不適用         |

## 現時播放中節目內容

### 怨女俱樂部
《怨女俱樂部》（英語：Club MURMUR）是由MakerVille製作的清談節目，主持為余迪偉、陳皓雲及何居倬，由2025年4月14日起逢星期一播出。

### GG家長指引
《GG家長指引》（英語：Parental Guidance）是由MakerVille製作的清談節目，主持為伍家謙及鄭伊琪，由2024年10月1日起逢星期二播出。
節目調動
- 2024年10月29日及11月5日：由於23:30-23:35播出《控煙「理」要知》，本節目順延至23:35-00:05播映。

### 空肚講宵夜
《空肚講宵夜》（英語：Foodie Talkies）是由香港電視娛樂／MakerVille製作的清談節目，主持為梁祖堯、蔡瀚億及陳俞希，由2019年12月4日起逢星期三播出。節目以當今世上食物誘惑中最邪惡但及最難自拔之「宵夜」作主調—作為電視史上首個「齋talk」飲食節目，三位食力主持，將畢生食宵夜的味覺體驗、所見所聞，交叉分享。
本節目第95至98集由「安信兄弟」冠名贊助，第101至102集由「WeWa卡」冠名贊助。
節目調動
- 2020年1月1日：由於20:30-23:00轉播《2019年度叱咤樂壇流行榜頒獎典禮》超時至23:15結束，本節目順延至23:45-00:15播映。
- 2021年7月28日及8月4日：由於23:30-00:00播出《奧運有團伙精彩一夜》，本節目暫停播映。
- 2022年11月23日：由於23:15-02:15直播《FIFA世界盃2022－西班牙 對 哥斯達黎加》，當日本節目暫停播映。
- 2023年2月15日：由於23:30-00:00播出《馬泰有FOOD了》，本節目暫停播映。
- 2024年7月31日、8月7日：由於21:30-04:00直播《巴黎奧運爭勝一夜》，本節目連續兩星期暫停播映。

### Chat KP
《Chat KP》是由MakerVille製作的清談節目，主持為彭秀慧，由2024年11月7日起逢星期四播出。

### 總有一瓣喺左近
《總有一瓣喺左近》（英語：One Beside You 3）是由香港電視娛樂／MakerVille製作的清談節目，第一輯（第1至42集）主持為潘紹聰、關寶慧及岑樂怡，由2017年8月11日至2018年5月25日播出，延續《總有一隻喺左近》，每集邀請嘉賓於節目中一同暢談有關靈異的親身經歷或分享所見所聞；第二輯（第43至78集）主持為潘紹聰、符致逸及王頌茵（Kathy仔），由2018年6月1日至2019年3月1日播出，節目將會邀請一眾陰陽眼朋友直擊香港各區撞鬼熱點，探討所有靈異的事物；第三輯（第79集至117集）主持為潘紹聰、岑樂怡及詹朗林，由2019年3月8日至12月13日播出；第四輯（第118至130集）主持為潘紹聰、岑樂怡及詹朗林，由2019年12月20日至2020年3月13日播出，其中第118至122集及第124至130集（前稱《全民撞鬼》），每集會有兩位參加者，以比賽形式講「鬼故」，並自拍短片顯示膽量，由主持和嘉賓評分，最高分的六位將進行靈探及招靈等以爭奪獎金；第五輯（第131集至182集）主持為潘紹聰、岑樂怡及詹朗林（第177集除外），由2020年3月20日至2021年3月12日播出，大部份集數節目尾聲會播出Atro及兩位《全民撞鬼》參加者Jean和Anderson分別在日本、香港及台灣所拍攝的靈異探險片段；第六輯（第183集起）主持為潘紹聰、岑樂怡及詹朗林，由2021年3月19日起播出，節目尾聲邀請家庭觀眾透過視象連線或電話分享靈異經歷。
2019年2月8日適逢農曆豬年大年初四，因此推出特備節目《總有好運過豬年》（英語：Luck Beside You），談論一下過年有什麼宜忌事項要遵守。
本節目第六輯（第208至212集）由「安信兄弟」冠名贊助，第六輯（第215至216集）由「WeWa卡」冠名贊助。
節目調動
- 2017年11月17日：由於17:05-18:15直播《港島及九龍地域中學校際籃球比賽》第一組九龍女子甲組決賽，當日《6點新聞報道》暫停播映，並改為於23:30-00:00（本節目原時段）播出一節《深宵新聞》，本節目順延至翌日（11月18日）00:00-00:30播映。
- 2017年12月1日：由於19:00-23:15直播《2017 MAMA亞洲音樂大獎-香港站》超時關係，《新聞報道》順延播出，本節目順延至23:45-00:15播映。
- 2018年5月18及25日：由於22:30-23:15播出《鮮浪潮。語2018》加長版，本節目順延至23:15-23:45播映。
- 2018年7月6日：由於21:15-00:15直播《2018 FIFA世界盃™ - 半準決賽：烏拉圭 對 法國》，當日本節目暫停播映。
- 2018年12月14日：由於19:00-23:00轉播《2018 MAMA亞洲音樂大獎-香港站》，當日《7點新聞報道》暫停播映，並改為於23:00-23:30（本節目原時段）播出一節《新聞報道》，當日本節目暫停播映。
- 2019年1月11日：由於22:30-23:30播出《人住公屋 我住公屋》第19集加長版，當日本節目暫停播映。
- 2019年2月8日：由於23:00-23:30改為播出《總有好運過豬年》，當日本節目暫停播映。
- 2019年3月15日：由於22:30-23:30播出《初戀還未來?》第14集加長版，當日本節目暫停播映。
- 2019年7月12日：由於23:00-00:00播出《厲害了！蘇哥兒》第14集加長版，當日本節目暫停播映。
- 2020年2月28日：由於21:30-22:15播出《性敢中環》第12集加長版，《向西聞記》、《辣伙頭》及《究竟食咗乜》順延播出，本節目順延至23:45-00:15播映。
- 2020年5月22日：由於20:40-21:10直播政府記者會，連帶當晚餘下節目均順延半小時播映，本節目順延至翌日00:00-00:30播映。
- 2021年1月1日：由於19:00-23:40轉播《2020年度叱咤樂壇流行榜頒獎典禮》，當日《7點新聞報道》暫停播映，並改為於23:40-00:10播出一節《深宵新聞》，本節目順延至翌日00:10-00:40播映。
- 2021年3月19日：由於20:30-23:00播出《教場》第2集，本節目順延至翌日00:00-00:30播映。
- 2021年6月18日：由於23:30-02:15直播《歐洲國家盃 2020 - 克羅地亞 對 捷克》，當日本節目暫停播映。
- 2021年7月23日：由於18:00-22:55直播《奧運有得揀－開幕禮》，當日《7點新聞報道》暫停播映，並於翌日00:00-00:30播出《深宵新聞》，本節目順延至翌日00:30-01:00播映。
- 2021年7月30日及8月6日：由於23:30-00:00播出《奧運有團伙精彩一夜》，本節目暫停播映。
- 2021年12月31日：由於22:00-00:30直播《香港跨年倒數演唱會》，當日本節目暫停播映。
- 2022年11月25日：由於23:15－02:15直播《FIFA世界盃2022－荷蘭 對 厄瓜多爾》，當日本節目暫停播映。
- 2022年12月9日：由於22:15－01:15直播《FIFA世界盃2022－半準決賽 - 克羅地亞 對 巴西》，當日本節目暫停播映。
- 2024年8月2日、8月9日：由於21:30-04:00直播《巴黎奧運爭勝一夜》，本節目連續兩星期暫停播映。

## 已結束節目內容

### No Money No Talk
《No Money No Talk》（英語：No Money No Talk）是由香港電視娛樂製作的節目，主持為王利民、歐陽英傑、筆華棋、冬菇、金水，2016年4月8日至8月26日播出，一共20集，探討鮮為人知的隱世財路和賺錢之道。
| 集數   | 播映日期 | 主題                                        | 嘉賓                 |
| 2016年 |          |                                             |                      |
| 1      | 4月8日   | 搵錢點子                                    | －                   |
| 2      | 4月15日  | 【逆市求生】洗樓致富                        | 王嘉源               |
| 3      | 4月22日  | 【空間奇想】土地問題引發空間商機            | －                   |
| 4      | 4月29日  | 【另類航拍】無商機？因為你思路太窄！        | －                   |
| 5      | 5月6日   | 【DIY吸金機】自製生財機器 毛利9成有秘技     | Felix                |
| 6      | 5月13日  | 【文字何價】「老作」搵食 收入過億不是夢！   | 薛可正               |
| 7      | 5月20日  | 【黃金雞蛋仔】16蚊一底 賺成百萬你點睇？     | －                   |
| 8      | 5月27日  | 【教育有市】投家長所好 書中自有黃金屋       | －                   |
| 9      | 6月3日   | 【夢幻飛行獎賞】玩住賺 月賺數十萬！         | 周錦基               |
| 10     | 6月17日  | 【華貴衣架】師奶仔心思 高薪外快好easy       | Ada、阿泉            |
| 11     | 6月24日  | 【千萬醫療中介】左調右配 人手不足變機會     | 關志康               |
| 12     | 7月1日   | 【虛擬黃金路】潮流興網購 年收百萬唔洗愁?    | 姜家倫、Danny        |
| 13     | 7月8日   | 【18禁玩具】越係禁忌 越有商機?              | Cindy、Samuel        |
| 14     | 7月15日  | 【贏錢秘笈】賭神是如何鍊成的?               | Sparrow、Jason       |
| 15     | 7月22日  | 【杯底有銀】天臺DIY 月產八千支手工啤        | 盧德枝、麥波         |
| 16     | 7月29日  | 【變出新機】靠扭波搵食 勁賺廿七倍利潤       | 楊英偉、Wilson、Bun  |
| 17     | 8月5日   | 【花花世界】千金難買一朵花?                 | Sean Lam、Black Tang |
| 18     | 8月12日  | 今日上市 口袋名師                           | Timothy              |
| 19     | 8月19日  | 【蠔買蠔賣】運生蠔起家！3日勁賺1000萬       | Hamish               |
| 20     | 8月26日  | 【女生無價寶】黃霑女創業 設計內衣月賺六位數 | 黃宇詩               |

節目調動
- 2016年6月10日：由於20:30-00:15直播《家駒...愛心延續慈善演唱會2016》，當晚本節目暫停播映。
- 2016年7月22日至8月12日：由於22:00-23:30播出《綠豆中的...》系列特別篇，本節目順延至23:45-00:15播映。

### 一大一路
《一大一路》（英語：Kids Talk）是由香港電視娛樂製作的節目，主持為黃奕晨，2016年4月13日至2017年2月1日逢星期三播出。每集會邀請5位小朋友，訪問香港知名的商家名人，小朋友來自不同背景，如中產階層、屋邨家庭、少數族裔、新移民等，由小孩角度出發，從嘉賓的職業、身份、地位等探索話題。
| 集數   | 播映日期 | 嘉賓     | 小主持                                                                          | 小小「法」問家嘉賓 | 小小「法」問家小主持 |
| 2016年 |          |          |                                                                                 |                    |                      |
| 1      | 4月13日  | 劉鳴煒   | 劉皓嵐、吳偉聰、簡法衡、王蒨珧、梅浩霆                                          | 不適用             | 不適用               |
| 2      | 4月20日  | 趙式浩   | 劉皓嵐、吳偉聰、陳麗兒、李詠珊、韓正謙                                          | 不適用             | 不適用               |
| 3      | 4月27日  | 葉劉淑儀 | 劉皓嵐、梅浩霆、王蒨珧、簡法衡、韓正謙                                          | 不適用             | 不適用               |
| 4      | 5月4日   | 江碧蕙   | 劉皓嵐、梅浩霆、馬子霖、吳偉聰、韓正謙                                          | 不適用             | 不適用               |
| 5      | 5月18日  | 蔡一鳳   | 劉皓嵐、吳偉聰、王蒨珧、梅浩霆、韓正謙                                          | 不適用             | 不適用               |
| 6      | 5月25日  | 廖偉強   | 劉皓嵐、吳偉聰、王蒨珧、梅浩霆、簡法衡                                          | 不適用             | 不適用               |
| 7      | 6月1日   | 陳婉婷   | 劉皓嵐、吳偉聰、馬子霖、簡法衡、韓正謙                                          | 不適用             | 不適用               |
| 8      | 6月8日   | 毛孟靜   | 韓正謙、陳亦仙、梅浩霆、王蒨珧、吳偉聰                                          | 不適用             | 不適用               |
| 9      | 6月15日  | 田北辰   | 韓正謙、陳亦仙、梅浩霆、馬子霖、黃浩晉                                          | 不適用             | 不適用               |
| 10     | 6月22日  | 林偉駿   | 韓正謙、王蒨珧、簡法衡、梅浩霆、吳偉聰                                          | 不適用             | 不適用               |
| 11     | 6月29日  | 陳志全   | 馬子霖、韓正謙、梅浩霆、李雪庭、黃浩晉                                          | 不適用             | 不適用               |
| 12     | 7月6日   | 劉慧卿   | 韓正謙、劉皓嵐、梅浩霆、王蒨珧、黃浩晉                                          | 不適用             | 不適用               |
| 13     | 7月13日  | 黃毓民   | 劉皓嵐、馬子霖、李雪庭、梅浩霆、黃浩晉                                          | 不適用             | 不適用               |
| 14     | 7月20日  | 陳柏熹   | 韓正謙、王蒨珧、劉皓嵐、梅浩霆、黃浩晉                                          | 不適用             | 不適用               |
| 15     | 7月27日  | 邱達根   | 韓正謙、馬子霖、簡法衡、梅浩霆、羅幸瑤                                          | 不適用             | 不適用               |
| 16     | 8月3日   | 歐鎧淳   | 韓正謙、梅浩霆、馬子霖、李雪庭、黃浩晉                                          | 不適用             | 不適用               |
| 17     | 8月10日  | 蕭定一   | 劉皓嵐、馬子霖、韓正謙、梅浩霆、黃浩晉                                          | 不適用             | 不適用               |
| 18[A]  | 8月17日  | 劉鳴煒   | 梅浩霆、王蒨珧、馬子霖、黃浩晉、韓正謙、 李雪庭、吳偉聰、簡法衡、羅幸瑤、劉皓嵐 | 不適用             | 不適用               |
| 19     | 8月24日  | 馬時亨   | 黃浩晉、羅幸瑤、簡法衡、韓正謙、梅浩霆                                          | 不適用             | 不適用               |
| 20     | 8月31日  | 丁子高   | 韓正謙、劉皓嵐、馬子霖、王蒨珧、黃浩晉                                          | 不適用             | 不適用               |
| 21     | 9月7日   | 李家文   | 韓正謙、劉皓嵐、王蒨珧、梅浩霆、黃浩晉                                          | 不適用             | 不適用               |
| 22     | 9月14日  | 陳永陸   | 韓正謙、陳亦仙、梅浩霆、羅幸瑤、黃澤明                                          | 不適用             | 不適用               |
| 23     | 9月21日  | 王傲山   | 韓正謙、吳偉聰、王蒨珧、梅浩霆、黃浩晉                                          | 不適用             | 不適用               |
| 24     | 9月28日  | 林樹鑫   | 韓正謙、梅浩霆、劉皓嵐、王蒨珧、黃浩晉                                          | 不適用             | 不適用               |
| 25     | 10月5日  | 谷祖明   | 韓正謙、王蒨珧、黃浩晉、梅浩霆、羅幸瑤                                          | 不適用             | 不適用               |
| 26     | 10月12日 | 顏福偉   | 韓正謙、王蒨珧、黃浩晉、梅浩霆、簡法衡                                          | 不適用             | 不適用               |
| 27     | 10月19日 | 陳家強   | 韓正謙、黃浩晉、梅浩霆、王蒨珧、吳偉聰                                          | 不適用             | 不適用               |
| 28     | 10月26日 | 鍾偉平   | 梅浩霆、黃浩晉、韓正謙、馬子霖、王蒨珧                                          | 不適用             | 不適用               |
| 29     | 11月2日  | 陳灼明   | 劉皓嵐、梅浩霆、韓正謙、李雪庭、吳偉聰                                          | 不適用             | 不適用               |
| 30     | 11月9日  | 伍經衡   | 羅幸瑤、李雪庭、梅浩霆、韓正謙、黃浩晉                                          | 不適用             | 不適用               |
| 31[B]  | 11月16日 | 蘇紹聰   | 梅浩霆、黃浩晉、韓正謙、馬子霖、李雪庭                                          | 王耀輝             | 袁叡澧               |
| 32[B]  | 11月23日 | 禤國全   | 吳偉聰、王蒨珧、簡法衡、黃浩晉、韓正謙                                          | 徐若婷             | 黃淨琳               |
| 33[B]  | 11月30日 | 林凱源   | 韓正謙、梅浩霆、黃浩晉、馬子霖、王蒨珧                                          | 楊慕嫦             | 歐陽在瀛             |
| 34[B]  | 12月7日  | 王賢誌   | 羅幸瑤、簡法衡、李雪庭、韓正謙、吳偉聰                                          | 陳曉峰             | 伍君琳               |
| 35[B]  | 12月14日 | 熊運信   | 馬子霖、李雪庭、簡法衡、黃浩晉、吳偉聰                                          | 梁寶儀             | 陳君泰               |
| 36[B]  | 12月21日 | 項明生   | 羅幸瑤、簡法衡、梅浩霆、韓正謙、吳偉聰                                          | 羅日陽             | 詹斯惠               |
| 37[B]  | 12月28日 | 杜恆霖   | 羅幸瑤、簡法衡、梅浩霆、韓正謙、王蒨珧                                          | 盧鳳儀             | 張權之               |
| 2017年 |          |          |                                                                                 |                    |                      |
| 38     | 1月4日   | 周錦基   | 韓正謙、李雪庭、梅浩霆、馬子霖、黃浩晉                                          | 不適用             | 不適用               |
| 39     | 1月11日  | 黃蘇晗   | 韓正謙、李雪庭、梅浩霆、簡法衡、黃浩晉                                          | 不適用             | 不適用               |
| 40     | 1月18日  | 馬景煊   | 韓正謙、李雪庭、梅浩霆、馬子霖、黃浩晉                                          | 不適用             | 不適用               |
| 41     | 1月25日  | 許敬文   | 韓正謙、李雪庭、梅浩霆、王蒨珧、吳偉聰                                          | 不適用             | 不適用               |
| 42     | 2月1日   | 夏雨     | 韓正謙、梅浩霆、王蒨珧、劉皓嵐、羅幸瑤、黃浩晉                                  | 不適用             | 不適用               |

^A  第18集拍攝地點為海洋公園。

^B  第31至37集由香港律師會法律周25周年贊助播出。
節目調動
- 2016年5月11日：由於20:30-00:05直播《萬千呃Like賀台慶》，當晚本節目暫停播映。

### 總有一隻喺左近
《總有一隻喺左近》（英語：One Beside You）是由香港電視娛樂製作的靈異清談節目。
第一季（第1至13集）主持為陳淑蘭，2016年4月10日至7月10日逢星期日播出，節目類型為娛樂內幕節目。每集邀請與主題相關的名人嘉賓以及素人嘉賓，分享自己曾撞過的「鬼」（小人），探討人性的「鬼故事」。。
第二季（第14至42集）主持為潘紹聰、岑樂怡、英健朗，2016年7月17日至8月28日逢星期日以及9月2日至2017年2月3日逢星期五播出，節目類型轉為靈異清談節目。每集主持會邀請嘉賓一起圍成一圈，分享一些與主題相關的靈異故事。
| 集數 | 播映日期 | 「鬼」類別 | 節目主題 | 名人嘉賓           | 素人嘉賓（身份）           | 「鬼」身份                        |
| 1    | 4月10日  | 「抽水」鬼 | 抽水     | 司徒法正、司徒夾帶 | 劉馬車（YouTuber）         | 結果 司徒夾帶                     |
| 2    | 4月17日  | 「賤格」鬼 | 賤格     | 陳莉敏、周永恆     | Anna（按摩師，化名）       | 結果 周永恆                       |
| 3    | 4月24日  | 「走數」鬼 | 走數     | 盧覓雪、任葆琳     | 阿姜（前亞視員工）         | 結果 亞洲電視                     |
| 4    | 5月1日   | 「屎忽」鬼 | 陰濕     | 鄧健泓             | 劉華（前電視台員工，化名） | 結果 未公開                       |
| 5    | 5月8日   | 「認叻」鬼 | 認叻     | I Love You Boyz    | －                         | 結果 未公開，暗指鄭裕玲           |
| 6    | 5月22日  | 「是非」鬼 | 是非     | 唐紫睿、鄧洢玲     | 甜甜師姐（玄學達人）       | 結果 邵子風                       |
| 7    | 5月29日  | 「大頭」鬼 | 大頭     | 李逸朗、Crystal    | －                         | 結果 未指定                       |
| 8    | 6月5日   | 「黑心」鬼 | 黑心     | 許嘉浩             | 阿全（兼職炒散王，化名）   | 結果 未公開                       |
| 9    | 6月12日  | 「自私精」 | 自私     | 艾威               | －                         | 結果 未公開，暗指無綫電視、陳茂波 |
| 10   | 6月19日  | 「牢騷」鬼 | 牢騷     | 施永青、曾志豪     | －                         | 結果 未公開                       |
| 11   | 6月26日  | 「小器」鬼 | 小器     | 林超榮、路芙       | －                         | 結果 亞洲電視，暗指王征、俞琤     |
| 12   | 7月3日   | 「縮骨」鬼 | 縮骨     | 李力持、吳啟揚     | －                         | 結果 暗指周星馳、黃秋生           |
| 13   | 7月10日  | 「老」鬼   | 老鬼     | 黃夏蕙、邵音音     | －                         | 結果 未公開                       |

| 總集數 | 第二季集數 | 播映日期 | 主題                     | 嘉賓               |
| 14     | 1          | 7月17日  | 錄音室                   | 周啟生、簡信回     |
| 15     | 2          | 7月24日  | 片場                     | 關寶慧、張芯熏     |
| 16     | 3          | 7月31日  | 家居                     | 袁鳳瑛、七仙羽     |
| 17     | 4          | 8月7日   | 酒店                     | 陳柏宇、袁伍鳳     |
| 18     | 5          | 8月14日  | 盂蘭節                   | 楊天經、鈴姐       |
| 19     | 6          | 8月21日  | 警察                     | 王喜、袁偉雄       |
| 20     | 7          | 8月28日  | 學校                     | 鄧穎芝、吳佩孚     |
| 21     | 8          | 9月2日   | 汽車                     | 唐文龍、姚安娜     |
| 22     | 9          | 9月9日   | 公路                     | 邵仲衡、林姑       |
| 23     | 10         | 9月16日  | 東南亞                   | 梁雪湄、陳譽之     |
| 24     | 11         | 9月23日  | 殯儀館                   | 倪晨曦、江靜川     |
| 25     | 12         | 9月30日  | 戲院                     | 袁澧林、司徒法正   |
| 26     | 13         | 10月7日  | 賭場                     | 王志安、七仙羽     |
| 27     | 14         | 10月14日 | 邊度最多鬼？廁所？屋企？ | 林芊妤、Sam        |
| 28     | 15         | 10月21日 | 腦電波=靈界接收器        | 利嘉兒、黃和興     |
| 29     | 16         | 10月28日 | 鬼出沒不分晝夜           | 強尼、Rainbow      |
| 30     | 17         | 11月4日  | 鬼特別百厭               | 張立基、廖子龍     |
| 31     | 18         | 11月11日 | 鬼都要爭床瞓             | 郭思琳、吳雲甫     |
| 32     | 19         | 11月18日 | 死去邊？死返屋企？       | 劉錫賢、Samuel     |
| 33     | 20         | 11月25日 | 咩鬼最得人驚？           | 黃澤鋒、Ivan       |
| 34     | 21         | 12月9日  | 長洲賓客好鬼多           | 雨僑、阿文（化名） |
| 35     | 22         | 12月16日 | 西貢猛鬼指數高           | 石詠莉、Michael    |
| 36     | 23         | 12月23日 | 聖誕節無乜鬼             | 呂晶晶、秀萍姐     |
| 37     | 24         | 12月30日 | 急色鬼愛美女             | 何佩瑜、Colin      |
| 38     | 25         | 1月6日   | 鬼咁多形態               | 吳日言、劉學成     |
| 39     | 26         | 1月13日  | 泰多鬼                   | 阮民安、Andrew     |
| 40     | 27         | 1月20日  | 相中鬼                   | 戴莎莉、Ace        |
| 41     | 28         | 1月27日  | 外國好少鬼？             | 羅孝勇、阿B        |
| 42     | 29         | 2月3日   | 年輕易撞鬼               | 劉威煌、Matthew    |

節目調動
- 2016年5月15日：由於22:30-00:00播出《G-1格鬥會》完結篇，當晚本節目暫停播映。
- 2016年6月19日：由於20:30-22:45播出《SPECIALIST 特別篇》，《同2047特首上學去》最後一集順延播出，本節目順延至23:45-00:15播映。
- 2016年7月24日：由於節目調動關係，本節目提早至23:15-23:45播映。
- 2016年12月2日：由於19:00-23:30直播《2016 MAMA亞洲音樂大獎》，當晚本節目暫停播映。

### 真PK
《真PK》（英語：PK Show）是由香港電視娛樂製作的清談整蠱節目，主持為火火、李健宏（Kevin仔/KB），2016年4月9日至2017年2月4日逢星期六播出。每集主持揭露嘉賓真性情。
由於節目中內容含有不雅行為，不雅用語及粗口，故此於電視播放時，除設定為「M成年觀眾」外，節目內部分內容會以動物叫聲過濾相關字句，與平時的嘟聲有所分別，以符合電視播放尺度。ViuTV亦因應觀眾需求，安排部分集數的電視版本和無過濾版本於官方網站完整足本重溫，為ViuTV首個提供網上及電視雙重版本節目。
由於播放《偵探的偵探》第一集加長版，本節目首集延遲15分鐘播映（即23:45-00:15）。
節目第41集為農曆新年版，於農曆年初一播出，該集易名為《真OK》。

### 總有一件喺左近
《總有一件喺左近》（英語：One Beside You 2）是由香港電視娛樂製作的清談節目，主持為陳淑蘭、強尼及小占（第5集起），由2017年2月10日至8月4日播出，一共26集。每集圍繞不同話題，如婆媳糾紛、麻煩親戚等等，亦會邀請城中名人藝人作為嘉賓，於節目中一同暢談親身經歷或分享所見所聞。第1至13集話題主要為家庭成員、親戚或家傭，第14至26集朋友或者其他任何人士都可以作為話題分享。
| 集數   | 播映日期 | 嘉賓   | 話題                             |
| 2017年 |          |        |                                  |
| 1      | 2月10日  | 朱薰   | 婆媳糾紛                         |
| 2      | 2月17日  | 董敏莉 | 妯娌                             |
| 3      | 2月24日  | 白韻琹 | 家庭三角關係（新婦、老公、奶奶） |
| 4      | 3月3日   | 劉美娟 | 家庭三角關係（新婦、老公、奶奶） |
| 5      | 3月10日  | 路芙   | 女同性戀者與父母關係             |
| 6      | 3月17日  | 蔡雪瑩 | 外母及女婿關係                   |
| 7      | 3月24日  | 黃佩霞 | 外國奶奶                         |
| 8      | 3月31日  | 林作   | 前度                             |
| 9      | 4月7日   | 鄧兆尊 | 情人sss                          |
| 10     | 4月14日  | 黃夏蕙 | 兒女                             |
| 11     | 4月21日  | 黃文慧 | 婆媳關係                         |
| 12     | 4月28日  | 陳倩揚 | 家傭                             |
| 13     | 5月5日   | 吳忻熹 | 家傭                             |
| 14     | 5月12日  | 阮民安 | 記者                             |
| 15     | 5月19日  | 李志剛 | 麻煩同事                         |
| 16     | 5月26日  | 黃宇詩 | 下屬                             |
| 17     | 6月2日   | 李蕙敏 | 旅伴                             |
| 18     | 6月9日   | 陳爽   | 陪月員                           |
| 19     | 6月16日  | 楊羚   | 鄰居                             |
| 20     | 6月23日  | 楊天經 | 的士司機                         |
| 21     | 6月30日  | 魯文傑 | 怪獸家長                         |
| 22     | 7月7日   | 陳彥行 | 寵物服務員                       |
| 23     | 7月14日  | 李幸倪 | 服務業員工                       |
| 24     | 7月21日  | 可宜   | 上司                             |
| 25     | 7月27日  | 陳慧敏 | 朋友                             |
| 26     | 8月4日   | 艾威   | 老師                             |

### 啪啪聲，太好聽
《啪啪聲，太好聽》（英語：Inside Out）是由香港電視娛樂製作的清談節目，2016年9月11日於ViuTV首播，主持為梁梓禧、鄧洢玲。每集節目主要是邀請嘉賓一起討論有關性的話題。
由於節目中內容含有成人情節、不雅用語、敏感用語及大膽題材，故此於電視播放時會被設定為「M成年觀眾」類別。
由於第47及48集主題為性侵犯，因此該兩集節目名稱改為《啪啪聲，唔好聽》。
由於節目監製鄭寶榮於2017年7月過檔TVB旗下Big Big Channel關係，節目只拍了48集，並於2017年8月6日播放最後一集，之後ViuTV推出另一個同類型節目《啪啪Channel》作為接棒。
| 集數                      | 播映日期 | 主題                        | 嘉賓                                   |
| 2016年                    |          |                             |                                        |
| 1                         | 9月11日  | 性高潮                      | 楊斯雅、陳光耀、Picco、Vera            |
| 2                         | 9月18日  | AV Style（上）【我愛睇AV】  | 袁嘉敏、Rex、Franco                    |
| 3                         | 9月25日  | AV Style（下）【我愛扮AV】  | 袁嘉敏、Rex、Franco                    |
| 4                         | 10月2日  | 難為鹹濕定分界【男鹹不濕?】 | 邵音音、阿東、巴喇莎                   |
| 5                         | 10月9日  | 床上功夫有幾識!?            | 李逸朗、巴喇莎、吳保錡                 |
| 6                         | 10月16日 | 纏綿遊戲                    | 何慕詩、Picco、Vera                    |
| 7                         | 10月23日 | SM                          | 巴喇莎、Franco、Flora、Subay           |
| 8                         | 10月30日 | SM                          | 巴喇莎、Franco、Flora、Subay           |
| 9                         | 11月6日  | 懷孕                        | 可嵐、Picco、Vera                      |
| 10                        | 11月13日 | 自慰                        | 茜利妹、林麗彤                         |
| 11                        | 11月20日 | J圖                         | 馬嘉均、譚詠怡                         |
| 12                        | 11月27日 | 性愛派對                    | 巴喇莎、Chris、Zero                    |
| 13                        | 12月5日  | 雜交派對                    | 巴喇莎、Chris、Zero                    |
| 14                        | 12月12日 | 性上癮                      | 何慕詩、巴喇莎、艾美琦、馮小西         |
| 15                        | 12月18日 | 如何誘惑另一半              | 巴喇莎、強尼、Vienna                   |
| 16                        | 12月26日 | 情趣用品有幾趣？            | 巴喇莎、強尼、Vincent                  |
| 2017年                    |          |                             |                                        |
| 17                        | 1月2日   | 初夜破了處嗎？              | 譚淇淇、巴喇莎、Rex、Franco            |
| 18                        | 1月8日   | 人人都有性癖好？            | 艾美琦、Koch、Angus                    |
| 19                        | 1月15日  | 女女性事點樣做              | 陳驚、Cuby、Sam、Zita                  |
| 20                        | 1月22日  | Gay Station                 | Koch、Bryan、Zeno                      |
| 21                        | 1月29日  | 風生水起啪啪術              | 強尼、車車、張法坤                     |
| 22                        | 2月5日   | 野戰攻略                    | Koch、巴喇莎、阿東、Vienna             |
| 23                        | 2月12日  | 拍啪啪                      | 巴喇莎、Chris、The One                 |
| 24                        | 2月19日  | 跨仔跨女神秘樂園            | 丁丁、阿仔、吳穎英醫生                 |
| 25                        | 2月26日  | 跨仔跨女神秘樂園            | 丁丁、阿仔、吳穎英醫生                 |
| 26                        | 3月5日   | 胸器誘惑                    | 崔碧珈、Rex、阿東                      |
| 27                        | 3月12日  | Gay層雷達                   | Koch、Leon、周峻陞、杜沚諾、阿達       |
| 28                        | 3月19日  | 樓上奇緣                    | 巴喇莎、大曹、Jessica                  |
| 29                        | 3月26日  | 樓上奇緣                    | 巴喇莎、大曹、Jessica                  |
| 30                        | 4月2日   | 又要啪又要戴頭盔            | Rex、Franco、吳穎英醫生                |
| 31                        | 4月9日   | 性慾催化學                  | 巴喇莎、甘澤森、姚志鵬                 |
| 32                        | 4月16日  | 啪出愛火花？                | 巴喇莎、HUNGUPP                        |
| 33                        | 4月23日  | 含啜半步吹                  | 何慕詩、巴喇莎、姚冠東                 |
| 34                        | 4月30日  | 甜蜜殺機：性傳染病          | 葉梓嵐、姚志鵬                         |
| 35                        | 5月7日   | 性愛瑜珈補習班              | Master Dickson Lau                     |
| 36                        | 5月14日  | 性愛瑜珈補習班              | Master Dickson Lau                     |
| 37                        | 5月21日  | 你是J神嗎？                 | 葉梓嵐、何慕詩、巴喇莎                 |
| 38                        | 5月28日  | 另類兼職-援交少女           | Bowie、鄭詩靈                          |
| 39                        | 6月4日   | 另類兼職-援交少女           | Bowie、鄭詩靈                          |
| 40                        | 6月11日  | PTBF                        | Rex、車車                              |
| 41                        | 6月18日  | 香港製AV                    | 徐一刀                                 |
| 42                        | 6月25日  | 香港製AV                    | 徐一刀                                 |
| 43                        | 7月2日   | 男人六大性事                | 巴喇莎、姚冠東、Bella Poon、Sammy Kam  |
| 44                        | 7月9日   | 劈開冰山-性冷感             | 麥棨諾醫生                             |
| 45                        | 7月16日  | 妹妹心事話你知              | 甘澤森、Bella Poon、吳穎英醫生         |
| 46                        | 7月23日  | 直達陰道                    | 甘澤森、Bella Poon、吳穎英醫生         |
| 47、48 （啪啪聲，唔好聽） | 7月30日  | 性教育•性態度•性侵犯        | 王秀容、王嘉敏、洪曉嫻、Vera           |
| 47、48 （啪啪聲，唔好聽） | 8月6日   | 性教育•性態度•性侵犯        | 王秀容、王嘉敏、洪曉嫻、巴喇莎、郭穎東 |

節目調動
- 2016年12月4日及11日：由於22:30-00:00播出《美選D.n.A》第十及十二集加長版，本節目順延至翌日（12月5日及12日）00:00-00:30播映。
- 2016年12月25日：由於22:15-00:00播出《釜山同一個亞洲文化節》第二集，本節目順延至翌日（12月26日）00:00-00:30播映。
- 2017年1月1日：由於20:00-00:35直播《2016年度叱咤樂壇流行榜頒獎典禮》超時，當日《8點新聞報道》暫停播映，並改為於翌日（1月2日）00:35-01:05播出一節《深宵新聞》。本節目順延至翌日（1月2日）01:05-01:30播映。
- 2017年7月23日：由於19:00-22:05直播《香港世界桌球大師賽2017》決賽超時，當日《8點新聞報道》暫停播映，並改為於22:05-22:40播出一節《新聞報道》， 《真PK Trip》第四集及《暗殺教室》第四集順延播出，本節目順延至翌日（7月24日）00:10-00:45播映。

### 捲上你的床
《捲上你的床》（英語：Bed Talk）是由香港電視娛樂製作的清談節目，主持為火火、余逸思（Yoshi）及崔碧珈，由2017年4月3日至9月25日逢星期一播出，一共26集。節目以 “玄學”角度探討男女關係，每集請來中西各派、不同種類的玄學家教大家男女攻防戰，節目中亦會邀請娛圈藝人任嘉賓，暢談自身的男女問題及兩性相處的經歷。
| 集數   | 播映日期 | 主題             | 嘉賓     |
| 2017年 |          |                  |          |
| 1      | 4月3日   | 絕對空虛         | 蔡楓華   |
| 2      | 4月10日  | 絕對空虛         | 蔡楓華   |
| 3      | 4月17日  | 復仇之戀人       | 樂基兒   |
| 4      | 4月24日  | 復仇之戀人       | 樂基兒   |
| 5      | 5月1日   | 拜金女           | 袁嘉敏   |
| 6      | 5月8日   | 拜金女           | 袁嘉敏   |
| 7      | 5月15日  | -                | 邵音音   |
| 8      | 5月22日  | -                | 邵音音   |
| 9      | 5月29日  | 女人湯圓         | 尹光     |
| 10     | 6月5日   | 女人湯圓         | 尹光     |
| 11     | 6月12日  | 夢中情人         | 林耀聲   |
| 12     | 6月19日  | 夢中情人         | 林耀聲   |
| 13     | 6月26日  | -                | 鄧小巧   |
| 14     | 7月3日   | -                | 鄧小巧   |
| 15     | 7月10日  | 暖男無敵         | 方力申   |
| 16     | 7月17日  | 暖男無敵         | 方力申   |
| 17     | 7月24日  | 異國戀達人       | 孫佳君   |
| 18     | 7月31日  | 異國戀達人       | 孫佳君   |
| 19     | 8月7日   | 我愛港女         | 河國榮   |
| 20     | 8月14日  | 我愛港女         | 河國榮   |
| 21     | 8月21日  | 寶貝計劃         | 蔣怡     |
| 22     | 8月28日  | 寶貝計劃         | 蔣怡     |
| 23     | 9月4日   | 撒嬌女人有幾好命 | 盤菜瑩子 |
| 24     | 9月11日  | 撒嬌女人有幾好命 | 盤菜瑩子 |
| 25     | 9月18日  | 火爆情人         | 郭偉亮   |
| 26     | 9月25日  | 火爆情人         | 郭偉亮   |

### KO KOL
《KO KOL》（英語：KO KOL）是由香港電視娛樂製作的清談節目，由2017年4月4日至9月26日逢星期二播出，一共26集，主持為林作（第1至26集）、邵子風（第1至13集）、馬俊怡（Rose Ma，第1至10集）、Jason（大J，第14至26集）及趙詠瑤（Kimi，第16至26集）。每集將找來城中炙手可熱的KOL，KO KOL界最惹人垢病的熱門話題。邀請不同領域的意見領袖及網上紅人現場互相質詢，剖析熱門話題來龍去脈，錯綜複雜的人物關係及恩怨情仇。
本節目不設字幕，為ViuTV少數黃金時段播出預先錄影電視節目設有該項安排。
| 集數 | 播映日期 | 主題            | 嘉賓                                 |
| 1    | 4月4日   | 曾俊華競選團隊  | Stephen、YC、Alex                    |
| 2    | 4月11日  | 曾俊華競選團隊  | Stephen、YC、Alex                    |
| 3    | 4月18日  | 大佬B           | 呂倩萍 (Bren Lui)                    |
| 4    | 4月25日  | 大佬B、林作     | 呂倩萍 (Bren Lui)、林作              |
| 5    | 5月2日   | Coffee林芊妤    | 林芊妤                               |
| 6    | 5月9日   | 山系男生        | 山野·男生                            |
| 7    | 5月16日  | KOL的條件       | 畢明                                 |
| 8    | 5月23日  | 電競            | 七瀨、HumanBomb                      |
| 9    | 5月30日  | Cosplay         | Olivie、小銀、阿紫                   |
| 10   | 6月6日   | 陶傑            | 陶傑                                 |
| 11   | 6月13日  | 戀愛顧問Kino    | Olivie（嘉賓主持）、Kino             |
| 12   | 6月20日  | 飲食KOL         | Olivie（嘉賓主持）、雪儀、暖暖、雅軒 |
| 13   | 6月27日  | Chinsin Channel | Kimi、骨精強、Kalf                   |
| 14   | 7月4日   | 十大KOL排行榜   | 譚淇淇、車車                         |
| 15   | 7月11日  | 開箱達人        | Yaki                                 |
| 16   | 7月18日  | 網絡起底        | Ruby                                 |
| 17   | 7月25日  | 網絡潮語        | 米曹                                 |
| 18   | 8月1日   | 網絡女神        | Cammi、Suki、Lala                    |
| 19   | 8月8日   | 美妝達人Kayan.C | Kayan                                |
| 20   | 8月15日  | 麥紫莉          | 麥紫莉、骨精強                       |
| 21   | 8月22日  | 信用卡達人      | 小斯                                 |
| 22   | 8月29日  | 旅遊達人Jerry C | Jerry C                              |
| 23   | 9月5日   | 網絡插畫家      | Albert                               |
| 24   | 9月12日  | 薑檸樂          | 薑檸樂、浩楠                         |
| 25   | 9月19日  | 搞笑組合微辣    | 豪Dee、多多、六毫子                  |
| 26   | 9月26日  | 大結局          | 邵子風、馬俊怡                       |

### 書到用時
《書到用時》（英語：Book Test）是由香港電視娛樂製作的清談節目，2017年2月8日至2018年1月31日逢星期三播出，主持為王貽興及劉翁（Sunny Lau），另外演出者為譚凱倫（除第27至30集外所有集數）、MooX（第1至26集）、 趙詠瑤（第27及28集）及馬倩宜（第29及30集）。每集以一本工具書展開討論並分享趣事，最後即場跟隨工具書所教授的方法做一次，看工具書是否真的有用。
| 集數 | 播映日期 | 主題                   |
| 1    | 2月8日   | 紋身                   |
| 2    | 2月15日  | Kiss                   |
| 3    | 2月22日  | 海豹                   |
| 4    | 3月1日   | 海豹                   |
| 5    | 3月8日   | 跳舞                   |
| 6    | 3月15日  | 截拳道及防身術         |
| 7    | 3月22日  | 刀                     |
| 8    | 3月29日  | 繩結                   |
| 9    | 4月5日   | 忍者                   |
| 10   | 4月12日  | 中醫                   |
| 11   | 4月19日  | 型男                   |
| 12   | 4月26日  | 地球人生存技能         |
| 13   | 5月3日   | 摔角                   |
| 14   | 5月10日  | 防災                   |
| 15   | 5月17日  | 身體調校聖經           |
| 16   | 5月24日  | 日本禮儀               |
| 17   | 5月31日  | 小學雞                 |
| 18   | 6月7日   | 聊天術                 |
| 19   | 6月14日  | 符咒                   |
| 20   | 6月21日  | 溝女魔術               |
| 21   | 6月28日  | 相撲                   |
| 22   | 7月5日   | 國際禮儀               |
| 23   | 7月12日  | 保鏢                   |
| 24   | 7月19日  | 廢青                   |
| 25   | 7月26日  | 酒吧Game               |
| 26   | 8月2日   | 中國傳統習俗           |
| 27   | 8月9日   | 西部牛仔               |
| 28   | 8月16日  | 空中服務員             |
| 29   | 8月23日  | 超級英雄               |
| 30   | 8月30日  | 孩童面試               |
| 31   | 9月6日   | 懷舊香港               |
| 32   | 9月13日  | 武俠                   |
| 33   | 9月20日  | 周星馳                 |
| 34   | 9月27日  | 太空人                 |
| 35   | 10月4日  | 五感世界               |
| 36   | 10月11日 | 港式街市               |
| 37   | 10月18日 | 魔法大全               |
| 38   | 10月25日 | 奧運                   |
| 39   | 11月1日  | 曾有過的青春期         |
| 40   | 11月8日  | 日本妖怪               |
| 41   | 11月15日 | 如何成為出色的中年大叔 |
| 42   | 11月22日 | 太監生活               |
| 43   | 11月29日 | FBI大測試              |
| 44   | 12月6日  | 街頭生存之道           |
| 45   | 12月13日 | 荒淫皇帝               |
| 46   | 12月20日 | 又到聖誕               |
| 47   | 12月27日 | 一分鐘危機處理         |
| 48   | 1月3日   | 雜技                   |
| 49   | 1月10日  | 無敵奶爸               |
| 50   | 1月17日  | 民間偏方               |
| 51   | 1月24日  | 酷刑                   |
| 52   | 1月31日  | 人生勝利               |

### 男人講嘢
《男人講嘢》（英語：Men's Talk）是由香港電視娛樂製作的清談節目，於2017年2月11日至2018年2月10日逢星期六播出，主持為鄒凱光、駱振偉、薛晉寧（阿檸），另外演出者為余逸思、馬倩宜、梁婉微、趙詠瑤、余采霖、伍倩彤。節目話題主要討論女性行為及性格，而三位「閱女無數」的男主持會於節目中分享經驗。
| 集數 | 播映日期 | 主題                           |
| 1    | 2月11日  | AV                             |
| 2    | 2月18日  | 一夜情                         |
| 3    | 2月25日  | 女人看電視劇                   |
| 4    | 3月4日   | 我愛港女                       |
| 5    | 3月11日  | 見家長怪疴實錄                 |
| 6    | 3月18日  | 閨密的殺傷力                   |
| 7    | 3月25日  | 失戀症候群                     |
| 8    | 4月1日   | 暗戀、明戀、追女仔             |
| 9    | 4月8日   | 男人的浪漫                     |
| 10   | 4月15日  | 有乜驚喜?                      |
| 11   | 4月22日  | 女人累人?                      |
| 12   | 4月29日  | 娘娘收兵                       |
| 13   | 5月6日   | 旅行淚痕                       |
| 14   | 5月13日  | Mama, I Love U                 |
| 15   | 5月20日  | PTGF                           |
| 16   | 5月27日  | 大叔控                         |
| 17   | 6月3日   | 你好乞我憎                     |
| 18   | 6月10日  | 同居樂與怒                     |
| 19   | 6月17日  | 瘋狂男人購物狂                 |
| 20   | 6月24日  | 偶像崇拜                       |
| 21   | 7月1日   | 情侶間過份要求                 |
| 22   | 7月8日   | 男人收聲之自拍「神人」         |
| 23   | 7月15日  | 職場食記                       |
| 24   | 7月22日  | 識得撒嬌就好命                 |
| 25   | 7月29日  | 迫婚Big Fun                    |
| 26   | 8月5日   | 女人咪阻住我                   |
| 27   | 8月12日  | 恨錯難返                       |
| 28   | 8月19日  | 夏天的苦惱                     |
| 29   | 8月26日  | 分手後遺症                     |
| 30   | 9月2日   | 我要迷信!                      |
| 31   | 9月9日   | 冇用嘅男人，係垃圾             |
| 32   | 9月16日  | 「目及」女的哲學               |
| 33   | 9月23日  | 發錯Message惹的禍              |
| 34   | 9月30日  | 男人最痛，算這種……             |
| 35   | 10月7日  | 姿色份子                       |
| 36   | 10月14日 | 贏一場交，輸一個Friend         |
| 37   | 10月21日 | 飲勝, 先至醒                   |
| 38   | 10月28日 | 總有一隻喺左近之在恐怖熱線怪談 |
| 39   | 11月4日  | 暖男的法則                     |
| 40   | 11月11日 | 英雄特攻隊                     |
| 41   | 11月18日 | 等陣、咪急、拖住先             |
| 42   | 11月25日 | 媾女．搭訕．Pick Up Line       |
| 43   | 12月2日  | 巫梁聯婚                       |
| 44   | 12月9日  | 男人唔補好易老                 |
| 45   | 12月16日 | 送禮風雲                       |
| 46   | 12月23日 | 聖誕失身傳說                   |
| 47   | 12月30日 | 除夕夜，Let's Get Crazy！      |
| 48   | 1月13日  | 年頭講完 年尾就算              |
| 49   | 1月20日  | 男人講嘢大抽獎                 |
| 50   | 1月27日  | 搵笨                           |
| 51   | 2月3日   | 豬一般的隊友                   |
| 52   | 2月10日  | 男人講嘢 最後一夜              |

節目調動
- 2017年3月4日：由於20:30-23:00播出《傳奇之夜》，《扮嘢偽術師 1》第五集順延播出，本節目順延至翌日（3月5日）00:00-00:30播映。
- 2017年3月11日：由於20:30-21:45播出《營業部長 吉良奈津子》第一集加長版，《SE7EN 2》第七集及《扮嘢偽術師 1》第七集順延播出，本節目順延至23:45-00:15播映。
- 2017年5月27日：由於20:30-21:45播出《CRISIS》第一集加長版，《尋覓原味》第八集、《交換旅遊日記》第八集及《精裝送禮仔》第八集順延播出，本節目順延至23:45-00:15播映。
- 2017年7月29日：由於20:30-21:45播出《CRISIS》第十集加長版，《磚·家》第一集、《喝吧！台灣》第一集、《我是地球人》第八集及《虔誠到爆》第八集順延播出，本節目順延至23:45-00:15播映。
- 2017年12月2日：由於20:30-21:45播出《黑色筆記本》第一集加長版，《磚·家》第十七集、《豆釘去旅行》第四集、《時空旅人》第十集及《月巴大作戰》第十集順延播出，本節目順延至23:45-00:15播映。
- 2017年12月9日：由於20:30-21:45播出《黑色筆記本》第二集加長版，《磚·家》第十八集、《豆釘去旅行》第五集、《時空旅人》第十一集及《衝三小喪玩星馬泰》第一集順延播出，本節目順延至23:45-00:15播映。
- 2018年1月6日：由於22:15-01:00直播《英格蘭足總盃 - 第三圈：曼城 對 般尼》，當日本節目暫停播映。
- 2018年1月20日：由於19:00-22:40直播《第十三屆KKBOX風雲榜》超時，《新聞報道》及《衝三小喪玩星馬泰》第六集順延播出，本節目順延至23:45-00:15播映。
- 2018年2月10日：由於20:30-21:45播出《黑色筆記本》第八集大結局加長版，《Billboard Radio Live In Hong Kong 2018》第二集、《飛不甩家毛》第六集及《衝三小喪玩星馬泰》第九集順延播出，本節目順延至23:45-00:15播映。

### 啪啪Channel
《啪啪Channel》（英語：Bang Bang Channel）是由香港電視娛樂製作的清談節目，2017年8月13日至2018年2月25日逢星期日播出，主持為陶傑、卓韻芝及專家Dickson，而節目名稱惡搞自Big Big Channel，因為上一個節目《啪啪聲，太好聽》監製鄭寶榮過檔TVB旗下Big Big Channel而得名。
本節目與《啪啪聲，太好聽》一樣，每集主持都會與大家分享關於性的話題，由於節目中內容含有成人情節、不雅用語、敏感用語及大膽題材，故此於電視播放時會被設定為「M成年觀眾」類別。
| 集數   | 播映日期 | 主題                                                   |
| 2017年 |          |                                                        |
| 1      | 8月13日  | 〈才女篇〉自瀆vs做愛                                   |
| 2      | 8月20日  | 〈才子篇〉認識你的SM基因                               |
| 3      | 8月27日  | 〈才女篇〉等一個人高潮                                 |
| 4      | 9月3日   | 〈才子篇〉啪啪世界的五毛黨                             |
| 5      | 9月10日  | 〈才女篇〉交友App／約炮App？                           |
| 6      | 9月17日  | 〈才子篇〉鹹濕?                                        |
| 7      | 9月24日  | 〈才女篇〉性，你今日幻想咗未？                         |
| 8      | 10月1日  | 〈才女篇〉與時並進的鹹片                               |
| 9      | 10月8日  | 〈才子篇〉焉能辨我是雌雄                               |
| 10     | 10月15日 | 〈才女篇〉從無性，到開放性                             |
| 11     | 10月22日 | 〈才子篇〉風月場所見聞錄                               |
| 12     | 10月29日 | 〈才子篇〉風月場所見聞錄                               |
| 13     | 11月5日  | 〈才女篇〉大家都（曾）是啪啪小學雞                     |
| 14     | 11月12日 | 〈才子篇〉年紀差距 阻不了 (做) 愛                      |
| 15     | 11月19日 | 意想不到的啪啪場地推介                                 |
| 16     | 11月26日 | Hey Sexy Lady                                          |
| 17     | 12月3日  | 好想瘋狂與外籍人士啪啪 啪？                            |
| 18     | 12月10日 | 打飛機終極研究                                         |
| 19     | 12月17日 | 一夜情有激情                                           |
| 20     | 12月24日 | 戀上你的物                                             |
| 21     | 12月31日 | 棄用陰道用邊度                                         |
| 2018年 |          |                                                        |
| 22     | 1月14日  | 啪啪中的淫聲浪語                                       |
| 23     | 1月21日  | 啪啪的理想體位                                         |
| 24     | 2月4日   | 性交轉運真係work?!(I)（嘉賓：司徒法正）                |
| 25     | 2月11日  | 性交轉運真係work?!(II) 之 啪啪有玄理（嘉賓：司徒法正） |
| 26     | 2月25日  | Dickson破處攻略                                        |

節目調動
- 2017年10月15日：由於16:30-18:30直播《保誠香港網球公開賽2017》單打決賽，當日《6點新聞報道》暫停播映，並改為於23:30-00:00（本節目原時段）播出一節《深宵新聞》，本節目順延至翌日（10月16日）00:00-00:30播映；但由於熱帶氣旋卡努吹襲香港，天文台發出八號信號，當日香港網球公開賽需順延舉行，並改為在ViuTV網頁直播，《6點新聞報道》如常播映，但本節目亦按原定安排在16日00:00-00:30播映不變。
- 2018年1月7日：由於21:30-00:00直播《英格蘭足總盃 - 第三圈：梳士貝利 對 韋斯咸》，當日本節目暫停播映。
- 2018年1月28日：由於23:30-02:00直播《英格蘭足總盃 - 第四圈：卡迪夫城 對 曼城》，當日本節目暫停播映。
- 2018年2月18日：由於23:30-02:00直播《英格蘭足總盃 - 第五圈：洛治杜爾 對 熱刺》，當日本節目暫停播映。

### Trip精
《Trip精》（英語：Tripper）是由香港電視娛樂製作的清談節目，主持為嘉欣、Ming仔及Jerry.C，由2017年10月3日起至2018年7月31日逢星期二播出。每集請來各式旅遊達人分享旅途經歷，講盡旅遊事。更會由香港人角度，教大家用最少時間，玩盡最多地方，用最低價錢，book酒店機票package，各地交通博物館入場券及購物折扣優惠須知，一一打盡。
| 集數 | 播映日期 | 主題         | 嘉賓            |
| 1    | 10月3日  | 越野狂人     | 大S             |
| 2    | 10月10日 | 超級韓迷     | 鄭金鈴          |
| 3    | 10月17日 | 網上旅遊組合 | My叔、Ann       |
| 4    | 10月24日 | 瞓地達人     | Kim             |
| 5    | 10月31日 | 咖啡精       | Jimmy Wong      |
| 6    | 11月7日  | 北韓行者     | Jamie、Rubio    |
| 7    | 11月14日 | 法式少女     | Zenobia         |
| 8    | 11月21日 | 擺攤背包客   | 阿毛            |
| 9    | 11月28日 | 泰式玩家     | Vickie          |
| 10   | 12月5日  | 日本酒店專家 | Angus           |
| 11   | 12月12日 | 時裝設計師   | Ivan            |
| 12   | 12月19日 | 生態專家     | Iris、Samson    |
| 13   | 12月26日 | 背包浪人     | 狼之            |
| 14   | 1月2日   | 北極光專家   | 星雨            |
| 15   | 1月9日   | 著名攝影師   | 潘蔚能          |
| 16   | 1月16日  | 星空攝影師   | 不動明王Vincent |
| 17   | 1月23日  | 順風車達人   | 原武Adam        |
| 18   | 1月30日  | 古巴達人     | Frankie         |
| 19   | 2月6日   | 泰北達人     | Manix、Garry    |
| 20   | 2月13日  | 資深記者     | 方俊傑          |
| 21   | 2月20日  | 旅遊網站主持 | Jon Tsui、Aki   |
| 22   | 2月27日  | 旅遊作家     | 上田莉棋        |
| 23   | 3月6日   | 日本村姑     | 林慧美          |
| 24   | 3月13日  | 小旅人       | Joanne Cheuk    |
| 25   | 3月20日  | 背包少女     | Victoria        |
| 26   | 3月27日  | 潛水教練     | Tammy           |
| 27   | 4月3日   | 旅遊記者     | 賈勝楓          |
| 28   | 4月10日  | 快閃黑洞     | Manson          |
| 29   | 4月17日  | 韓牛狂迷     | 梁學文          |
| 30   | 4月24日  | 霸氣情侶     | Charo、Cheric   |
| 31   | 5月1日   | 旅遊節目主持 | 陳安立          |
| 32   | 5月8日   | 營男營女     | Yvonne、Mark    |
| 33   | 5月15日  | 旅遊達人     | 何穎            |
| 34   | 5月22日  | 旅遊記者     | 陳詠敏          |
| 35   | 5月29日  | 肯亞少年     | Kenya           |
| 36   | 6月5日   | 不丹達人     | Venus           |
| 37   | 6月12日  | 南極少女     | Hyatt           |
| 38   | 6月19日  | 攀山攝影師   | 黃尚強          |
| 39   | 6月26日  | 夫妻檔設計師 | Pan、Rita       |
| 40   | 7月10日  | 單車達人     | 翔              |
| 41   | 7月17日  | 濟州達人     | Kayan           |
| 42   | 7月24日  | 和風體驗者   | 謝利            |
| 43   | 7月31日  | 泰國清邁清萊 | Ming仔          |

節目調動
- 2018年5月15及22日：由於22:30-23:15播出《鮮浪潮。語2018》加長版，本節目順延至23:15-23:45播映。
- 2018年7月3日：由於21:15-00:15直播《2018 FIFA世界盃™ 十六強：瑞典 對 瑞士》，當日本節目暫停播映。

### Daddy Kingdom
《Daddy Kingdom》（英語：Daddy Kingdom）是由香港電視娛樂製作的清談節目，主持為細So及陳詠謙，另外演出者為李建邦、胡希文、劉泉及趙詠瑤，由2018年2月7日至8月8日逢星期三播出。每集節目都會邀請已經為人父親的嘉賓連同主持一齊傾談湊仔經及分享育兒心得，而每集結尾都會由嘉賓向自己子女作出深情的說話。
| 集數 | 播映日期 | 嘉賓             |
| 1    | 2月7日   | Tom@Mr.          |
| 2    | 2月14日  | 火火             |
| 3    | 2月21日  | 柳俊江           |
| 4    | 2月28日  | 黃天翱@Dear Jane |
| 5    | 3月7日   | 劉翁             |
| 6    | 3月14日  | Joey Tang        |
| 7    | 3月21日  | 應昌佑           |
| 8    | 3月28日  | 阮民安           |
| 9    | 4月4日   | 司徒夾帶         |
| 10   | 4月11日  | 趙勁皓           |
| 11   | 4月18日  | 何基佑           |
| 12   | 4月25日  | 張崇德           |
| 13   | 5月2日   | Dino@Soler       |
| 14   | 5月9日   | 盧惠光           |
| 15   | 5月16日  | 張錦程           |
| 16   | 5月23日  | 雷頌德           |
| 17   | 5月30日  | 馬啟仁           |
| 18   | 6月6日   | 陶傑             |
| 19   | 6月13日  | 許懷欣           |
| 20   | 6月20日  | 陳方藤           |
| 21   | 6月27日  | 馮翰銘           |
| 22   | 7月4日   | 布志綸           |
| 23   | 7月18日  | 蕭定一           |
| 24   | 7月25日  | 王書麒           |
| 25   | 8月1日   | 黃志淙           |
| 26   | 8月8日   | 傅家俊           |

節目調動
- 2018年5月16及23日：由於22:30-23:15播出《鮮浪潮。語2018》加長版，本節目順延至23:15-23:45播映。
- 2018年7月11日：由於23:00-23:30（本節目原時段）播出《ViuTV跑多步》，當日本節目暫停播映。

### 飛·自由
《飛·自由》（英語：Fly Aboard）是由香港電視娛樂製作的清談節目，主持為Ming仔及余采霖（Dan），由2018年8月7日至2019年2月26日逢星期二播出，節目延續其前作《Trip精》，邀請嘉賓分享買機票及計劃旅遊路線攻略。
| 集數   | 播映日期 | 主題               | 嘉賓            |
| 2018年 |          |                    |                 |
| 1      | 8月7日   | 泰國達人           | VIckie、Stella  |
| 2      | 8月14日  | 泰國達人           | VIckie、Stella  |
| 3      | 8月21日  | 泰國達人           | VIckie、Stella  |
| 4      | 8月28日  | 關西達人           | Angus、嘉殷     |
| 5      | 9月4日   | 關西達人           | Angus、嘉殷     |
| 6      | 9月11日  | 越南達人           | Yoyowing、Mandy |
| 7      | 9月18日  | 越南達人           | Yoyowing、Mandy |
| 8      | 9月25日  | 首爾達人           | Joey、Jade      |
| 9      | 10月2日  | 韓國達人           | Joey、Jade      |
| 10     | 10月9日  | 韓國達人           | Joey、Jade      |
| 11     | 10月16日 | 熊本達人           | Natalie、Hiro   |
| 12     | 10月23日 | 廣島達人           | Frankie、Raven  |
| 13     | 10月30日 | 岡山達人           | 啦兒、Claudia   |
| 14     | 11月6日  | 鳥取達人           | Aki、Hiro       |
| 15     | 11月13日 | 台北達人           | Manson          |
| 16     | 11月20日 | 台北達人           | Candy           |
| 17     | 11月27日 | 東京達人           | 久城            |
| 18     | 12月4日  | 東京達人           | 久城            |
| 19     | 12月11日 | 韓國達人           | Joyce           |
| 20     | 12月18日 | 濟州達人           | Sue、Sue媽      |
| 21     | 12月25日 | 北海道四日三夜行程 | Alice           |
| 2019年 |          |                    |                 |
| 22     | 1月8日   | 福岡「自駕親子遊」 | 小白            |
| 23     | 1月15日  | 長崎縣             | 小白            |
| 24     | 1月22日  | 德島               | Lai、Soko       |
| 25     | 1月29日  | 柬埔寨             | Pete            |
| 26     | 2月5日   | 清邁               | Vickie          |
| 27     | 2月12日  | 小琉球             | Catherine       |
| 28     | 2月19日  | 花蓮台東           | 八神            |
| 29     | 2月26日  | 名古屋             | Jolanda、Tracy  |

節目調動
- 2019年1月1日：由於20:30-00:00轉播《2018年度叱咤樂壇流行榜頒獎典禮》，當日本節目暫停播映。

### 喵喵喵
《喵喵喵》（英語：Meow Meow Meow）是由香港電視娛樂製作的清談節目，由2018年8月15日至2019年2月27日逢星期三播出，主持為李澄（西瓜）及譚凱倫（Helen），另外有兩位貓主持：貓貓大叔（白菜餃）及貓貓大伯（韭菜餃），每集請來不同嘉賓，暢談育貓知識，還會播出由觀眾寄來的貓貓影片。
| 集數   | 播映日期 | 嘉賓                        |
| 2018年 |          |                             |
| 1      | 8月15日  | 衛蘭                        |
| 2      | 8月22日  | 盧凱彤                      |
| 3      | 8月29日  | Pamela                      |
| 4      | 9月5日   | 阿奴                        |
| 5      | 9月12日  | 香港寵物營養學會會長劉潤餘  |
| 6      | 9月19日  | 陳嘉倩                      |
| 7      | 9月26日  | Bianca（萬寧貓主人）        |
| 8      | 10月3日  | 王宗堯                      |
| 9      | 10月10日 | Jeffrey                     |
| 10     | 10月17日 | Jade（露營貓主人）          |
| 11     | 10月24日 | 陳美詩                      |
| 12     | 10月31日 | Tarah                       |
| 13     | 11月7日  | 郭秀雲                      |
| 14     | 11月14日 | RubberBand                  |
| 15     | 11月21日 | 寵物按摩師Emmie             |
| 16     | 11月28日 | 盧覓雪                      |
| 17     | 12月5日  | 街貓攝影師Basa              |
| 18     | 12月12日 | 鄧小巧                      |
| 19     | 12月19日 | 梁雪湄                      |
| 20     | 12月26日 | Nako                        |
| 2019年 |          |                             |
| 21     | 1月2日   | 非牟利獸醫診所丁勵民醫生    |
| 22     | 1月9日   | Bessie（沙田波波主人）      |
| 23     | 1月16日  | Paul Lung                   |
| 24     | 1月23日  | 香港寵物營養學會會長劉潤餘  |
| 25     | 1月30日  | Charmaine（網紅貓Milo主人） |
| 26     | 2月6日   | 嚴祺Moley、主子矇矇嘟嘟     |
| 27     | 2月13日  | Hobby、主子拉芙             |
| 28     | 2月20日  | 杜小喬、主子蠢蠢            |
| 29     | 2月27日  | 西瓜、傑朱                  |

### Close噏
《Close噏》（英語：Movie Bugs）是由香港電視娛樂製作的清談節目，主持為火火、劉偉恆、虞逸峯（第1至第13集）及王志安（Otto），由2018年2月24日至2019年4月20日逢星期六播出。本節目原本定位屬於《第37屆香港電影金像獎》的前哨節目，因此最初預計只拍攝13集，後來再度加碼拍攝到52集。每集邀請不同範疇的電影工作者暢所欲言，分享從事電影工作當中的苦與樂。
| 集數   | 播映日期 | 主題           | 嘉賓                           |
| 2018年 |          |                |                                |
| 1      | 2月24日  | 製片           | 田雞、戴栢豪                   |
| 2      | 3月3日   | 化妝師         | 大哥賢、SaSa                   |
| 3      | 3月10日  | 特技演員       | 周淑慧、Suki                   |
| 4      | 3月17日  | 男演員         | 廖啟智、凌文龍                 |
| 5      | 3月24日  | 導演           | 林德祿、陳大利                 |
| 6      | 3月31日  | 副導演         | 周應勳、陸沛嶸                 |
| 7      | 4月7日   | 電影攝影師     | 林華全、Derek Siu              |
| 8      | 4月28日  | 編導           | 章國明、馮志強                 |
| 9      | 5月6日   | 配音員         | 龍天生、黎皓宜                 |
| 10     | 5月13日  | 後期製作       | 呂麗樺、曾詠汶                 |
| 11     | 5月26日  | 編導           | 麥兆輝、羅耀輝                 |
| 12     | 6月2日   | 服裝及形象指導 | 吳寶玲、梁施迪                 |
| 13     | 6月9日   | 電影配樂家     | 金培達、韋啟良                 |
| 14     | 6月16日  | －             | 湯怡、談善言                   |
| 15     | 6月30日  | －             | 麥子樂、湯加文                 |
| 16     | 7月14日  | －             | 陳友、林耀聲、鄧加樂、吳鶴謙   |
| 17     | 7月21日  | 民選三級影帝   | 杜汶澤                         |
| 18     | 7月28日  | 逆流大叔       | 黃德斌、胡子彤                 |
| 19     | 8月4日   | 影壇新貴       | 吳海昕、馮海銳                 |
| 20     | 8月11日  | －             | 湯君慈、湯君耀、李靖筠、劉朝健 |
| 21     | 8月18日  | －             | 譚耀文、鄧麗欣、柏天男         |
| 22     | 8月25日  | －             | 梁雍婷、陳健朗                 |
| 23     | 9月1日   | －             | 馬楚成                         |
| 24     | 9月8日   | －             | 衛詩雅、談善言                 |
| 25     | 9月15日  | －             | 邵音音                         |
| 26     | 9月22日  | －             | 林曉峰                         |
| 27     | 9月29日  | －             | Baby John                      |
| 28     | 10月6日  | －             | 岑珈其、余香凝、歐文傑         |
| 29     | 10月13日 | －             | 陳逸寧、安采妮、區焯文         |
| 30     | 10月20日 | －             | 甄柏榮                         |
| 31     | 10月27日 | －             | 泰迪羅賓                       |
| 32     | 11月3日  | －             | 鄧月平、林耀聲、薛可正         |
| 33     | 11月10日 | －             | 吳肇軒、蘇麗珊                 |
| 34     | 11月17日 | －             | 姜皓文、李晉碩                 |
| 35     | 11月24日 | －             | 陳漢娜、陸駿光、李卓斌         |
| 36     | 12月1日  | －             | 張達明                         |
| 37     | 12月8日  | －             | 陳逸寧、李日朗                 |
| 38     | 12月15日 | －             | 袁和平、張晉                   |
| 39     | 12月22日 | －             | 袁和平、張晉                   |
| 40     | 12月29日 | －             | 劉偉強                         |
| 2019年 |          |                |                                |
| 41     | 1月12日  | －             | 王菀之、方力申、白只           |
| 42     | 1月26日  | －             | 張繼聰、林敏驄、林雪           |
| 43     | 2月2日   | －             | 徐天佑、陳奐仁、丁可欣、彭浩翔 |
| 44     | 2月9日   | －             | 麥兆輝                         |
| 45     | 2月16日  | －             | 周家怡                         |
| 46     | 3月2日   | －             | 陳果                           |
| 47     | 3月9日   | －             | 袁富華、李駿碩                 |
| 48     | 3月16日  | －             | 元彪                           |
| 49     | 3月23日  | －             | 栢天男、林善、陳湛文           |
| 50     | 4月6日   | －             | 潘燦良、余香凝、陳詠燊         |
| 51     | 4月13日  | －             | 黃秋生、陳小娟                 |
| 52     | 4月20日  | －             | 火火、劉偉恆                   |

- 劉偉恆第26集缺席。

節目調動
- 2018年2月24日至3月10日、3月24日至4月7日及4月28日：由於21:30-22:45播出《徒步旅程》/《鋒味》，《飛不甩家毛》及《衝三小喪玩星馬泰》/《非常食客》順延播出，本節目順延至23:45-00:15播映。
- 2018年3月17日：由於19:35-22:15直播《英格蘭足總盃17/18 半準決賽：史雲斯 對 熱刺》及22:15-22:45播出《新聞報道》，《飛不甩家毛》及《非常食客》順延播出，本節目順延至23:45-00:15播映。
- 2018年4月14日：由於22:00-00:15直播《西班牙甲組足球聯賽 巴塞隆拿 對 華倫西亞》，當日本節目暫停播映。
- 2018年4月21日：由於23:15-23:45播出《非常食客》及23:45-02:15直播《英格蘭足總盃17/18 準決賽：曼聯 對 熱刺》，當日本節目暫停播映。
- 2018年5月5日及12日：由於22:30-23:30播出《泰國72小時》，《非常食客》順延播出，本節目順延至翌日00:00-00:30播映。
- 2018年5月19日：由於23:30-02:30直播《英格蘭足總盃17/18 決賽：車路士 對 曼聯》，當日本節目暫停播映。
- 2018年5月26日：由於20:30-21:45播出《人100%靠外表》第1集加長版，《鋒味》第7集及《泰國72小時》第4集順延播出，本節目順延至翌日00:00-00:30播映。
- 2018年6月16日：由於23:45-00:15播出《2018 FIFA世界盃™賽日精華》，本節目提早至23:15-23:45播映。
- 2018年6月23日：由於22:15-01:15直播《2018 FIFA世界盃™ ：韓國 對 墨西哥》，當日本節目暫停播映。
- 2018年7月7日：由於21:15-00:15直播《2018 FIFA世界盃™ 半準決賽：瑞典 對 英格蘭》，當日本節目暫停播映。
- 2018年7月14日：由於23:30-00:00（本節目原時段）播出《返歸啦俄仔》，本節目提早至23:00-23:30播映。
- 2018年7月21日至8月4日：由於23:45-00:45播出《海賊王》，本節目提早至23:15-23:45播映。
- 2018年8月11日：由於23:30-00:00（本節目原時段）播出《金田一少年之事件簿R 2》，本節目順延至翌日00:00-00:30播映。
- 2018年10月6日：由於23:00-00:00播出《金田一少年之事件簿R 特別篇》，本節目順延至翌日00:00-00:30播映。
- 2019年1月5日：由於23:30-00:30播出《做演藝嘅》第9集大結局加長版，當日本節目暫停播映。
- 2019年1月19日：由於23:10-01:15直播《西班牙甲組足球聯賽 皇家馬德里 對 西維爾》，當日本節目暫停播映。
- 2019年2月23日：由於22:50-01:00直播《英格蘭超級聯賽 般尼茅夫 對 狼隊》，當日本節目暫停播映。
- 2019年3月2日：由於20:30-23:30播出《金像好戲勢：讓子彈飛》，《的士Go 2》及《暗殺教室2》順延播出，本節目順延至翌日00:30-01:00播映。
- 2019年3月30日：由於22:50-01:00直播《英格蘭超級聯賽 白禮頓 對 修咸頓》，當日本節目暫停播映。
- 2019年4月6日及13日：由於23:30-00:30播出《海賊王》，本節目提早至23:00-23:30播映。
- 2019年4月20日：由於20:30-23:15播出《金像好戲勢：那夜凌晨，我坐上了旺角開往大埔的紅VAN》，《暗殺教室2》順延播出，本節目順延至23:45-00:15播映。

### 有病有真相
《有病有真相》（英語：Health Attention）是由香港電視娛樂製作的清談節目，主持為陳啟泰（大佬Ken）、李蔓瑩（Renee）及英健朗（小占），由2017年10月2日至2019年4月22日逢星期一播出。每集節目會分享如何解讀身體所發出的每一個訊號及身體出現的每個徵狀背後又可能隱藏什麼危機。
由於2018年2月19日適逢農曆狗年大年初四，當日推出特備節目，名為《有狗有福相》（英語：Lucky Healthy Doggies），節目主要拆解寵物健康之迷。
由於2019年2月4日適逢農曆年三十晚，當日推出特備節目，名為《口福有真相》（英語：Just Eating Right），節目主要分享關於過年飲食之謎。
| 集數       | 播映日期 | 主題            | 藝人嘉賓       |
| 2017年     |          |                 |                |
| 1          | 10月2日  | 放屁            | －             |
| 2          | 10月9日  | 頭痛            | 周嘉莉         |
| 3          | 10月16日 | 膚色變深        | 梁梓禧         |
| 4          | 10月23日 | 膝痛            | 黃蘊瑤         |
| 5          | 10月30日 | 失眠            | 車車           |
| 6          | 11月6日  | 瘀              | 茜利妹         |
| 7          | 11月13日 | 尿頻            | 林作           |
| 8          | 11月20日 | 腰痛            | 強尼           |
| 9          | 11月27日 | 氣喘            | 黃又南         |
| 10         | 12月4日  | 頭暈            | 崔碧珈         |
| 11         | 12月11日 | 便秘            | －             |
| 12         | 12月18日 | 脫髮            | 陸駿光         |
| 13         | 12月25日 | 鼻鼾            | 路芙           |
| 2018年     |          |                 |                |
| 14         | 1月8日   | M痛             | 葉巧琳         |
| 15         | 1月15日  | 胃酸倒流        | 河國榮         |
| 16         | 1月22日  | 手麻痺          | 麥家琪         |
| 17         | 1月29日  | 冇記性          | 張惠雅         |
| 18         | 2月5日   | 起痰            | －             |
| 19         | 2月12日  | 大汗            | 戚黛黛         |
| 有狗有福相 | 2月19日  | 狗年愛狗學養狗  | 黃心美、詹朗林 |
| 20         | 2月26日  | 胃痛            | －             |
| 21         | 3月5日   | 流鼻血          | －             |
| 22         | 3月12日  | 眼矇            | 雨僑           |
| 23         | 3月19日  | 甩皮            | －             |
| 24         | 3月26日  | 耳鳴            | －             |
| 25         | 4月2日   | 口臭            | 李健宏         |
| 26         | 4月9日   | 水腫            | －             |
| 27         | 4月16日  | 牙力            | －             |
| 28         | 4月23日  | 中央肥胖        | －             |
| 29         | 4月30日  | 減肥法          | －             |
| 30         | 5月7日   | 夢遊            | －             |
| 31         | 5月14日  | 烏眉瞌睡        | －             |
| 32         | 5月21日  | 美腿與醜腳      | －             |
| 33         | 5月28日  | 體味            | －             |
| 34         | 6月4日   | 更年期          | －             |
| 35         | 6月11日  | 更年期          | －             |
| 36         | 6月18日  | 鼻塞            | －             |
| 37         | 6月25日  | 性上癮          | －             |
| 38         | 7月2日   | 性冷感          | －             |
| 39         | 7月9日   | 心痛            | －             |
| 40         | 7月16日  | 犴背            | －             |
| 41         | 7月23日  | 熱到病          | 湯沛宜         |
| 42         | 7月30日  | 熱到病          | 湯沛宜         |
| 43         | 8月6日   | 指甲健康        | －             |
| 44         | 8月13日  | 蚊叮            | －             |
| 45         | 8月20日  | 不育            | －             |
| 46         | 8月27日  | 不育            | －             |
| 47         | 9月3日   | ADHD            | －             |
| 48         | 9月10日  | 脂肪肝          | －             |
| 49         | 9月17日  | 痔瘡            | －             |
| 50         | 9月24日  | 強迫症          | －             |
| 51         | 10月1日  | 胸部之謎        | －             |
| 52         | 10月8日  | 胸部之謎        | －             |
| 53         | 10月15日 | 濕疹            | －             |
| 54         | 10月22日 | 情緒病          | －             |
| 55         | 10月29日 | 疑神疑鬼        | －             |
| 56         | 11月5日  | 男人之苦        | －             |
| 57         | 11月12日 | 男人之苦        | －             |
| 58         | 11月19日 | 孕之謎          | －             |
| 59         | 11月26日 | 孕之謎          | －             |
| 60         | 12月3日  | 皮膚之謎        | －             |
| 61         | 12月10日 | 皮膚之謎        | －             |
| 62         | 12月17日 | 人格障礙        | －             |
| 63         | 12月24日 | 酒之謎          | －             |
| 2019年     |          |                 |                |
| 64         | 1月7日   | 水之謎          | －             |
| 65         | 1月14日  | 性別之謎        | －             |
| 66         | 1月21日  | 性別之謎        | －             |
| 67         | 1月28日  | Super Food 之謎 | －             |
| 口福有真相 | 2月4日   | 食咩落肚最幸福  | －             |
| 68         | 2月11日  | 當風吹遇上痛風  | －             |
| 69         | 2月18日  | 眼疾            | 張紋嘉         |
| 70         | 2月25日  | 眼疾            | 張紋嘉         |
| 71         | 3月4日   | 性病之謎        | －             |
| 72         | 3月11日  | 飛機病          | －             |
| 73         | 3月18日  | 腸菌大王        | －             |
| 74         | 3月25日  | 腸菌大王        | －             |
| 75         | 4月1日   | 朱古力瘤        | －             |
| 76         | 4月8日   | 糖禍            |                |
| 77         | 4月15日  | 糖禍            |                |
| 78         | 4月22日  | 神奇口水        | －             |

- 李蔓瑩於第39至43集缺席，第39至40集由胡希文代班主持，第41至43集由趙詠瑤代班主持。
- 陳啟泰於第73至78集缺席，第73至74集及第78集由譚凱倫代班主持，第76至78集由曾贊學（阿神）代班主持。

節目調動
- 2018年1月1日：由於20:30-00:20轉播《2017年度叱咤樂壇流行榜頒獎典禮》，當日本節目暫停播映。
- 2018年2月19日：由於23:30-00:00改為播出《有狗有福相》，當日本節目暫停播映。
- 2018年5月14及21日：由於22:30-23:15播出《鮮浪潮。語2018》加長版，本節目順延至23:15-23:45播映。
- 2018年12月31日：由於23:00-00:30播出《交通銀行香港除夕倒數》，當日本節目暫停播映。
- 2019年2月4日：由於23:00-23:30改為播出《口福有真相》，當日本節目暫停播映。

### 女學生·吹水班
《女學生·吹水班》（英語：Boy and Girl Talking Classroom）是由香港電視娛樂製作的清談節目，主持為駱振偉（Thor）、嚴瀚褀（嚴褀）及彭嘉桓（Moley），由2019年3月6日至11月27日逢星期三播出，節目以圍繞校園和青春為主題，每集請來嘉賓分享讀書時期所發生的事情，重現校園生活的美好時光。話題偏及青春往事、學校制度、校園文化、深刻經歷、同窗知己、純真愛情、瘋狂回憶及有趣秘聞等等。
| 集數   | 播映日期 | 嘉賓                             |
| 2019年 |          |                                  |
| 1      | 3月6日   | 樂瞳                             |
| 2      | 3月13日  | 張沛樂、羅伊婷                   |
| 3      | 3月20日  | 譚淇淇                           |
| 4      | 3月27日  | 丁可欣                           |
| 5      | 4月3日   | 曾淑雅                           |
| 6      | 4月10日  | 林芊妤                           |
| 7      | 4月17日  | 簡幗儀                           |
| 8      | 4月24日  | 林小美、阿ME                     |
| 9      | 5月1日   | 貝依霖                           |
| 10     | 5月8日   | 程美段                           |
| 11     | 5月15日  | 談善言                           |
| 12     | 5月22日  | 徐㴓喬（Asha）                   |
| 13     | 5月29日  | 吳海昕                           |
| 14     | 6月5日   | 李靖筠                           |
| 15     | 6月12日  | 張紋嘉                           |
| 16     | 6月19日  | 杜小喬                           |
| 17     | 6月26日  | 鄧洢玲                           |
| 18     | 7月3日   | 陳穎欣（Yanny）                  |
| 19     | 7月10日  | 羅子欣（Ruby）、呂浩欣（Karen）  |
| 20     | 7月17日  | 余逸思（Yoshi）、譚凱倫（Helen） |
| 21     | 7月24日  | 蔡穎恩                           |
| 22     | 7月31日  | 陳潔玲                           |
| 23     | 8月7日   | 樊沛珈（阿Gi）、劉展翹（Jackie） |
| 24     | 8月14日  | 李蔓瑩（Renee）                  |
| 25     | 8月21日  | 陳俞希（Hailey）                 |
| 26     | 8月28日  | 王頌茵（Kathy）                  |
| 27     | 9月4日   | 黃可盈（Flavia）                 |
| 28     | 9月11日  | 盧慧敏（Amy）                    |
| 29     | 9月18日  | 黃天頤                           |
| 30     | 9月25日  | 何穎璇（Miss Hunny）             |
| 31     | 10月2日  | 麥芷誼（Koyi）                   |
| 32     | 10月9日  | 陳欣妍（Shirley）                |
| 33     | 10月16日 | 鄧月平（Larine）                 |
| 34     | 10月23日 | 莊端兒（Xenia）                  |
| 35     | 10月30日 | 蔡寶欣（Pony）                   |
| 36     | 11月6日  | 工藤佑采（Yutori）               |
| 37     | 11月13日 | 黎紀君（Christy）                |
| 38     | 11月20日 | 陳嘉莉（Kelly）                  |
| 39     | 11月27日 | 楊文蔚（Cecilia）                |

### 啪啪Partner
《啪啪Partner》（英語：Pak Pak Partner）是由香港電視娛樂製作的清談節目，主持為丁可欣（第1-10集）、朱凱頌（Picco，第1-26集）、呂穎恆（Vera，第1-26集）、練美娟（第11-26集）、周志文（第27-39集）、科林（第27-52集）及曾贊學（阿神，第27-52集），由2019年4月29日至2020年4月27日逢星期一播出，每集主持皆邀請嘉賓與大家分享關於性的話題；由於本節目跟已播畢之《啪啪聲，太好聽》及《啪啪Channel》一樣，內容含有成人情節、不雅用語、敏感用語及大膽題材，故此於電視播放時會被設定為「M成年觀眾」類別。
| 集數   | 播映日期 | 主題                 | 嘉賓                           |
| 2019年 |          |                      |                                |
| 1      | 4月29日  | 性滿足度             | 關伊彤(Anita)、林紹奎(小巴)    |
| 2      | 5月6日   | 出軌                 | 黃丹虹(Vky)、陸啟聰(Edwin)     |
| 3      | 5月13日  | 女女性事             | 莫家琪、余若琪(Kay)            |
| 4      | 5月20日  | 懷孕性生活           | 陳亭嘉(Kaka)、黃厚銘(Joe)      |
| 5      | 5月27日  | 初夜                 | 陳文威(文威)、關家琳(Kalie)    |
| 6      | 6月3日   | AV的誘惑             | 黃仲文(Boco)、余曉澄(Eunice)   |
| 7      | 6月10日  | Sex Partner          | 葉梓嵐(哈比)、洪國言(Nelson)   |
| 8      | 6月17日  | 增加懷孕機會指南     | 黃澤鋒(澤鋒)、陳麗麗(Lilian)   |
| 9      | 6月24日  | 最瘋狂性愛地點       | 程鵬(Steven)、蘇淑敏(Soso)     |
| 10     | 7月8日   | 時鐘酒店這回事       | Waddy、MooMoo                  |
| 11     | 7月15日  | 性愛體位             | 關伊彤(Anita)、林紹奎(小巴)    |
| 12     | 7月22日  | 產後性生活           | 洪曉嫻(Kitty)、黃期(Jonathan)  |
| 13     | 7月29日  | 虐戀的性行為模式     | 張淨思(Flora)、玖仔            |
| 14     | 8月5日   | 學生時代的性愛體驗   | 鍾瀅(Reese)、黃得洛(Alex)      |
| 15     | 8月12日  | 一秒撻著、一秒收掣   | 何慕詩(Cynthia)、杜浚斌(Ben)   |
| 16     | 8月19日  | Sex Party            | 心魂、Kizuna                   |
| 17     | 8月26日  | 與外國人士的情慾體驗 | Kawaii、鄒攝                   |
| 18     | 9月2日   | 男女夜蒲攻防戰       | Charlotte、Ziggy               |
| 19     | 9月9日   | 性玩具體驗日記       | 周穎琳(Anna)、賴育麟(Lawrence) |
| 20     | 9月16日  | 性騷擾二三事         | 陳康琪(Odilia)、關嘉敏(Carman) |
| 21     | 9月23日  | 性愛，我最大         | 古曼彤、Ling                   |
| 22     | 9月30日  | 飯局女郎             | Charlotte、Ziggy               |
| 23     | 10月7日  | 虛擬性愛             | 曦儀、哈比                     |
| 24     | 10月14日 | 係咸濕，定係性上癮？ | 杜浚斌(Ben)、科林              |
| 25     | 10月21日 | 特殊性癖好           | Flora、Rubber                  |
| 26     | 10月28日 | 無性戀愛             | 潘書韻(Miss Pun)、劉家衡(Andy) |

節目由第27集起改用新主持及以全新形式主持，每集找來6位固定嘉賓聊天。
固定嘉賓列表
| 姓名     | 英文名或暱稱 | 性別 | 首次出場集數 |
| 陳康琪   | Odilia、Odi  | 女   | 27           |
| 陳意嵐   | Tarah        | 女   | 27           |
| 歐陽舒欣 | Anthe        | 女   | 27           |
| 梁倬菲   | Ana          | 女   | 27           |
| 王詠嘉   | Vika         | 女   | 27           |
|          | Sandy        | 女   | 27           |
|          | Tiff         | 女   | 28           |
| 蔡寶欣   | Pony         | 女   | 30           |
| 陳君浩   | 阿Bu、大姨媽 | 男   | 32           |
| 麥芷誼   | Koyi         | 女   | 43           |

| 集數   | 播映 日期 | 主題                     | 固定嘉賓 | 固定嘉賓 | 固定嘉賓 | 固定嘉賓 | 固定嘉賓 | 固定嘉賓 | 固定嘉賓 | 固定嘉賓 | 固定嘉賓 | 固定嘉賓 |
| 集數   | 播映 日期 | 主題                     | Odilia   | Tarah    | Anthe    | Ana      | Vika     | Sandy    | Tiff     | Pony     | 阿Bu     | Koyi     |
| 2019年 |           |                          |          |          |          |          |          |          |          |          |          |          |
| 27     | 11月4日   | 我愛交友apps？           | check    | check    | check    | check    | check    | check    | 不適用   | 不適用   | 不適用   | 不適用   |
| 28     | 11月11日  | AV講呢啲！？             | check    | check    | check    | check    | check    | ☒        | check    | 不適用   | 不適用   | 不適用   |
| 29     | 11月18日  | 性愛 Urban Legend        | check    | check    | check    | check    | check    | ☒        | check    | 不適用   | 不適用   | 不適用   |
| 30     | 11月25日  | 偷食研究所               | check    | check    | check    | check    | check    | ☒        | ☒        | check    | 不適用   | 不適用   |
| 31     | 12月2日   | 性空間                   | check    | check    | check    | check    | check    | ☒        | ☒        | check    | 不適用   | 不適用   |
| 32     | 12月9日   | 前戲的「前戲」           | check    | check    | check    | ☒        | check    | ☒        | ☒        | check    | check    | 不適用   |
| 33     | 12月16日  | 前戲精讀班               | check    | check    | check    | ☒        | check    | ☒        | ☒        | check    | check    | 不適用   |
| 34     | 12月23日  | 性愛FF狂想曲             | check    | check    | check    | check    | ☒        | ☒        | ☒        | check    | check    | 不適用   |
| 35     | 12月30日  | 失身夜之謎               | check    | check    | check    | check    | ☒        | ☒        | ☒        | check    | check    | 不適用   |
| 2020年 |           |                          |          |          |          |          |          |          |          |          |          |          |
| 36     | 1月6日    | 渣女？不要來             | check    | check    | check    | check    | check    | ☒        | ☒        | check    | ☒        | 不適用   |
| 37     | 1月13日   | 一生人總會遇上的渣男     | check    | check    | check    | check    | check    | ☒        | ☒        | check    | ☒        | 不適用   |
| 38     | 1月20日   | 友兵體驗營               | ☒        | check    | check    | check    | check    | ☒        | ☒        | check    | check    | 不適用   |
| 39     | 1月27日   | 鼠年性愛大全             | ☒        | check    | check    | check    | check    | ☒        | ☒        | check    | check    | 不適用   |
| 40     | 2月3日    | 性玩具攻略大全           | check    | check    | check    | check    | ☒        | ☒        | ☒        | check    | check    | 不適用   |
| 41     | 2月10日   | 最愛 Perfect Sex         | check    | check    | check    | check    | ☒        | ☒        | ☒        | check    | check    | 不適用   |
| 42     | 2月17日   | Pick up 之王...是我！？  | check    | ☒        | check    | check    | check    | ☒        | ☒        | check    | check    | 不適用   |
| 43     | 2月24日   | 謝絕...性騷擾！          | ☒        | ☒        | check    | check    | check    | ☒        | ☒        | check    | check    | check    |
| 44     | 3月2日    | 外表如何，日子也必如何？ | ☒        | ☒        | check    | check    | ☒        | check    | ☒        | check    | check    | check    |
| 45     | 3月9日    | 安全套的性愛迷思         | check    | check    | check    | check    | ☒        | ☒        | ☒        | check    | check    | ☒        |
| 46     | 3月16日   | 床上嬲爆事件簿           | check    | ☒        | check    | check    | ☒        | ☒        | ☒        | check    | check    | check    |
| 47     | 3月23日   | 性冷感診療所             | check    | ☒        | check    | check    | ☒        | ☒        | ☒        | check    | check    | check    |
| 48     | 3月30日   | 最强體位逐個數！？       | check    | ☒        | check    | check    | ☒        | ☒        | ☒        | check    | check    | check    |
| 49     | 4月6日    | 唔做唔知身體好！？       | check    | ☒        | check    | check    | ☒        | ☒        | ☒        | check    | check    | check    |
| 50     | 4月13日   | 初夜來了！？             | check    | check    | check    | ☒        | ☒        | ☒        | ☒        | check    | check    | check    |
| 51     | 4月20日   | 咸濕message? 吔媽爹!     | check    | check    | check    | ☒        | ☒        | ☒        | ☒        | check    | check    | check    |
| 52     | 4月27日   | 不能說的「性愛」秘密     | check    | check    | check    | check    | check    | ☒        | ☒        | check    | check    | check    |

節目調動
- 2019年6月17日：由於21:30-21:50插播《新聞報道》，當日本節目順延至23:50-00:20播映。
- 2019年7月1日：由於報導示威者晚上衝擊立法會消息，當日本節目暫停播映，改為於23:30-00:00播出《新聞報道》。

### 罪光燈
《罪光燈》（英語：Crime）是由香港電視娛樂製作的清談節目，主持為歐錦棠、可宜及花家姐，由2018年3月4日至2019年2月24日逢星期日播出，2019年3月5日起至2020年10月27日改為逢星期二播出。節目會講述多宗轟動香港的案件，當中除了主持以外，每集都會邀請與該案有關的事主、受害者、調查人員、目擊者或採訪記者等人士為觀眾分析及闡述整宗案件的來龍去脈及鮮為人知的內情。另外，節目會就案件的情況，加插新聞片段及報章報導等。
| 集數   | 播映日期 | 主題                               | 嘉賓             |
| 2018年 |          |                                    |                  |
| 1      | 3月4日   | 香港賊王葉繼歡                     | 歐文傑、伍奇偉   |
| 2      | 3月11日  | 賊王的下場                         | 文錦棠           |
| 3      | 3月18日  | 屯門少女鹽醃碎屍案                 | Peter            |
| 4      | 3月25日  | 娛樂圈桃色騙案                     | 伍仔             |
| 5      | 4月1日   | 大角咀雙親碎屍案                   | －               |
| 6      | 4月8日   | 死囚                               | 文錦棠、劉吉光   |
| 7      | 4月29日  | 死囚                               | 文錦棠、劉吉光   |
| 8      | 5月6日   | 祈福命案                           | 區法振           |
| 9      | 5月20日  | 姦殺女童圖復仇                     | 甘子弘           |
| 10     | 5月27日  | 私影少女虐殺案                     | 貓貓             |
| 11     | 6月3日   | 異鄉謀殺案                         | －               |
| 12     | 6月10日  | 無屍命案                           | 梁家駒           |
| 13     | 6月24日  | 滅門血案                           | 狄Sir            |
| 14     | 7月1日   | 花街殺人事件簿                     | 阿肥             |
| 15     | 7月8日   | 女保鏢槍擊案                       | 羅家強、李光明   |
| 16     | 7月22日  | 邪教慾女賣淫日記                   | 阿肥、Joanne     |
| 17     | 7月29日  | 魔警實錄                           | 徐能榜           |
| 18     | 8月5日   | 魔警實錄                           | 徐能榜、史提反   |
| 19     | 8月13日  | 菲獄十八年．鄧龍威                 | 謝偉俊           |
| 20     | 8月20日  | 蜘蛛情魔．斬情根                   | 梁念豪           |
| 21     | 8月27日  | 蜘蛛情魔．斷魂崖                   | 梁念豪           |
| 22     | 9月2日   | AV色魔四宗罪                       | 何慕詩           |
| 23     | 9月9日   | 奪命保險金                         |                  |
| 24     | 9月17日  | 臥底賊王生死決                     | 李光明           |
| 25     | 9月23日  | 紙盒藏屍                           | 湯家驊           |
| 26     | 10月1日  | 冷血扑頭黨                           | 彭家麗、馬宣立   |
| 27     | 10月8日  | 窮凶極惡                           | 沈鵬             |
| 28     | 10月14日 | 禁室培慾                           | 何美怡           |
| 29     | 10月22日 | 屯門色魔                           | 陳雲生           |
| 30     | 10月29日 | 屯門色魔                           | Peter、羅家強    |
| 31     | 11月4日  | SM死亡遊戲                         | 甘子弘、何慕詩   |
| 32     | 11月11日 | 寶湖花園炸屍案                     | 李衍蒨           |
| 33     | 11月18日 | 鎅眼呃錢黨                         | 黎嘉恩           |
| 34     | 11月25日 | 買兇殺自己                         | 大偉             |
| 35     | 12月2日  | 完美犯罪                           | 李仕光           |
| 36     | 12月9日  | 空姐衣櫃藏屍案                     | 史提反           |
| 37     | 12月16日 | 天水圍的夜與霧                     | 廖銀鳳           |
| 38     | 12月23日 | 大耳窿無屍命案                     | 龍哥             |
| 39     | 12月30日 | 乖仔變屠夫                         | 何美怡           |
| 2019年 |          |                                    |                  |
| 40     | 1月6日   | 公仔頭藏屍案                       | 梁家駒           |
| 41     | 1月20日  | 救護員殺妻案                       | 李仕光           |
| 42     | 1月27日  | 倫敦金美人計                       | 張偉良           |
| 43     | 2月3日   | 跟蹤季炳雄                         | 羅家強           |
| 44     | 2月10日  | 千門八將天仙局                     | 龍哥             |
| 45     | 2月17日  | 鐵路內鬼走私案                     | 黎嘉恩           |
| 46     | 2月24日  | 鳳姐連環劫殺案                     | 嚴月蓮           |
| 47     | 3月5日   | 突發記者屍訪記                     | 華英             |
| 48     | 3月19日  | 三聖廟靈異燒屍案                   | 李仕光           |
| 49     | 3月26日  | 香港毒王                           | 龍哥             |
| 50     | 4月2日   | 天文台道殺警案                     | CK Sir           |
| 51     | 4月9日   | 南丫島背石浮屍懸案                 | 李仕光           |
| 52     | 4月16日  | 迷魂大盜柳記豪                     | Eddy Sir         |
| 53     | 4月23日  | 陸羽槍殺案                         | 龍哥             |
| 54     | 4月30日  | 半山狂徒血洗年關                   | CK Sir           |
| 55     | 5月7日   | 天水圍餓死嬰案                     | 梁家駒           |
| 56     | 5月14日  | 獄中自製武器犯                     | Eddy Sir         |
| 57     | 5月21日  | 順利邨斬頭案                       | 史提反           |
| 58     | 5月28日  | 沙井皮篋藏屍案                     | 梁家駒           |
| 59     | 6月4日   | 黑布街伴唱女郎姦殺案               | 林建強           |
| 60     | 6月11日  | 將軍澳殺夫伴屍案                   | 史提反           |
| 61     | 6月18日  | 勒索女首富                         | 黎嘉恩           |
| 62     | 6月25日  | 千億富婆的「唯一」                 | King Sir         |
| 63     | 7月2日   | 天圖佈局騙財之謎                   | King Sir、江靜川 |
| 64     | 7月9日   | 異國情緣                           | 彤彤             |
| 65     | 7月16日  | 新三狼案                           | Winsome          |
| 66     | 7月23日  | 快閃少年賊王                       | 甘子弘           |
| 67     | 7月30日  | 肥妹虐殺案                         | 史提反           |
| 68     | 8月6日   | 飛鵝山冷血撕票                     | 林Sir            |
| 69     | 8月13日  | 人神共憤斬童案                     | 甘子弘           |
| 70     | 8月20日  | 走私天堂                           | 黎嘉恩           |
| 71     | 8月27日  | 毒果汁殺人懸案                     | 劉啟基           |
| 72     | 9月3日   | 劏肚驅魔                           | 何美怡           |
| 73     | 9月10日  | 錯手殺人．犯                       | 林崇正           |
| 74     | 9月17日  | 龍鼓灘雙屍姦殺案                   | 陳慶泉           |
| 75     | 9月24日  | 瑜珈球毒氣殺妻案                   | 陳慶泉           |
| 76     | 10月8日  | 娛樂黑道風雲：掌摑天后事件         | 龍哥、林建強     |
| 77     | 10月15日 | 娛樂黑道風雲：殺虎案               | 龍哥、林建強     |
| 78     | 10月22日 | 假孕婦奪嬰案                       | 史提反           |
| 79     | 10月29日 | 人間蒸發                           | 李仕光           |
| 80     | 11月5日  | 道友符咒碎屍案                     | 陳慶泉           |
| 81     | 11月12日 | 蝴蝶刀謀殺案                       | 甘子弘           |
| 82     | 11月19日 | 地獄保母                           | 李寶能           |
| 83     | 11月26日 | 七百萬偽美鈔案                     | 黎嘉恩           |
| 84     | 12月3日  | 兒童殺人犯                         | 李仕光           |
| 85     | 12月10日 | 水泥藏屍滅門案                     | 李衍蒨           |
| 86     | 12月17日 | 幼稚園斬人事件                     | 黃宗顯           |
| 87     | 12月24日 | 沙煲兄弟殺上癮                     | 史提反           |
| 2020年 |          |                                    |                  |
| 88     | 1月7日   | 海盜血洗長勝日                     | 林建強           |
| 89     | 1月14日  | 星二代綁架案                       | 羅家強           |
| 90     | 1月21日  | 奪命哥羅芳                         | 劉啟基           |
| 91     | 1月28日  | 驚天造馬案                         | 黎嘉恩           |
| 92     | 2月4日   | 催眠緝兇                           | 黃兆良、李仕光   |
| 93     | 2月11日  | 賊王季炳雄                         | 林建強、黎嘉恩   |
| 94     | 2月18日  | 屋邨無頭命案                       | 李寶能           |
| 95     | 2月25日  | 電梯情殺案                         | 黃永安           |
| 96     | 3月3日   | 排頭邨雙屍案                       | 李仕光           |
| 97     | 3月10日  | 以怨報德殺兄案                     | 史提反           |
| 98     | 3月17日  | 打劫陰司路                         | 江靜川、黎嘉恩   |
| 99     | 3月24日  | 橫台山弒親兄弟幫                   | 李寶能           |
| 100    | 3月31日  | 分屍狂徒落網記                     | 甘子弘           |
| 101    | 4月7日   | 大興邨縱火殺女案                   | 何美怡           |
| 102    | 4月14日  | 深水埗無屍兇殺案                   | 李衍蒨           |
| 103    | 4月21日  | 男童獵人                           | 陳慶泉           |
| 104    | 4月28日  | 醉酒灣浮屍案                       | 李仕光           |
| 105    | 5月5日   | 屯門醋夫殺妻案                     | King Sir         |
| 106    | 5月12日  | 虐貓狂徒被殺案                     | 史提反           |
| 107    | 5月19日  | 石硤尾銀行縱火案                   | 林建強           |
| 108    | 5月26日  | 老翁佈局殺妻案                     | 黃宗顯           |
| 109    | 6月2日   | 燃燒彈復仇記                       | 林建強           |
| 110    | 6月9日   | 台灣奇案 - 滅門團年飯              | 陳慶泉           |
| 111    | 6月16日  | 台灣奇案 - 台版藍可兒奇案          | 李仕光           |
| 112    | 6月23日  | 台灣奇案 - 專殺大佬的古惑仔        | 林建強           |
| 113    | 6月30日  | 台灣奇案 - 癡情女弒母案            | 史提反           |
| 114    | 7月7日   | 台灣奇案 - 最狡滑極度重犯          | 李仕光           |
| 115    | 7月14日  | 台灣奇案 - 自焚．化爐懸案          | 李寶能           |
| 116    | 7月21日  | 台灣奇案 - 小燈泡命案              | 黃宗顯           |
| 117    | 7月28日  | 台灣奇案 - 車房屍餐                | 黃宗顯           |
| 118    | 8月4日   | 日本奇案 - 秋葉原無差別殺人事件    | 李寶能           |
| 119    | 8月11日  | 日本奇案 - 「逃亡王子」市僑達也    | 李仕光           |
| 120    | 8月18日  | 日本奇案 - 姊妹花皮篋藏屍案        | 李寶能           |
| 121    | 8月25日  | 日本奇案 - 日本連環殺人魔 - 宮崎勤 | 史提反           |
| 122    | 9月1日   | 日本奇案 - 福島便池離奇死亡案      | 李衍蒨           |
| 123    | 9月8日   | 日本奇案 - 世田谷一家滅門案        | 林建強           |
| 124    | 9月15日  | 尖東海傍殺父案                     | 鄭敏聰           |
| 125    | 9月22日  | 五桂山野戰案                       | 李仕光           |
| 126    | 9月29日  | 月黑風高殺人夜                     | 林建強           |
| 127    | 10月6日  | 213刀殺情婦                        | 史提反           |
| 128    | 10月13日 | 豬頭人身情殺案                     | 何美怡           |
| 129    | 10月20日 | 寶勒巷卡拉OK大火案                 | 簡信回           |
| 130    | 10月27日 | 罪案大總結                         | 不適用           |

節目調動
- 2018年4月15日：由於20:00-00:00直播《第37屆香港電影金像獎頒獎典禮》，當日本節目暫停播映。
- 2018年4月22日：由於21:30-00:00直播《英格蘭足總盃17/18 準決賽：車路士 對 修咸頓》，當日本節目暫停播映。
- 2018年5月13日：由於23:00-00:00播出《鮮浪潮。語2018》第1集，當日本節目暫停播映。
- 2018年6月17日：由於22:15-01:15直播《2018 FIFA世界盃™ ：德國 對 墨西哥》，當日本節目暫停播映。
- 2018年6月24日：由於23:15-23:45播出《深宵新聞》，本節目順延至23:45-00:15播映。
- 2018年7月15日：由於21:45-01:45直播《2018 FIFA世界盃™ 決賽：法國 對 克羅地亞》，當日本節目暫停播映。
- 2018年8月12日及19日：由於23:30-00:00（本節目原時段）播出《世界盃稀客》，本節目順延至翌日00:00-00:30播映。
- 2018年8月26日：由於21:30-00:00播出《名偵探柯南：業火的向日葵》，本節目順延至翌日00:00-00:30播映。
- 2018年9月2日：由於21:30-23:45播出《名偵探柯南：異次元的狙擊手》，本節目順延至23:45-00:15播映。
- 2018年9月9日：由於22:45-23:45播出《新海誠作品系列: 言葉之庭》，本節目順延至23:45-00:15播映。
- 2018年9月16日：由於21:30-00:00播出《新海誠作品系列: 追逐繁星的孩子》，本節目順延至翌日00:00-00:30播映。
- 2018年9月23日：由於21:30-23:45播出《新海誠作品系列: 你的名字》，本節目順延至23:45-00:15播映。
- 2018年9月30日：由於21:30-00:15播出《回家的路》，本節目順延至翌日00:15-00:45播映。
- 2018年10月7日：由於21:30-00:30播出《我的小小英雄》，本節目順延至翌日00:30-01:00播映。
- 2018年10月21日：由於21:30-00:00播出《爸爸是女兒》，本節目順延至翌日00:00-00:30播映。
- 2018年10月28日：由於21:30-00:00播出《鐵線蟲入侵》，本節目順延至翌日00:00-00:30播映。
- 2018年11月4日至25日、12月30日及2019年1月6日：由於23:15-01:15播出《粵語好聲音 2018》，本節目提早至22:45-23:15播映。
- 2018年12月2日至23日：由於23:30-01:30播出《粵語好聲音 2018》，本節目提早至23:00-23:30播映。
- 2019年1月13日：由於23:30-02:30播出《粵語好聲音 2018》，當日本節目暫停播映。
- 2019年1月27日：由於21:30-23:45播出《蠟筆小新劇場版：黃金間諜大作戰》，本節目順延至23:45-00:15播映。
- 2019年2月3日：由於21:30-23:45播出《蠟筆小新劇場版：我的搬家物語 仙人掌大襲擊！》，本節目順延至23:45-00:15播映。
- 2019年2月10日：由於21:30-00:00播出《蠟筆小新劇場版：我與我的宇宙公主》，本節目順延至翌日00:00-00:30播映。
- 2019年3月12日：由於20:00-00:30轉播《KKBOX香港風雲榜》，當日本節目暫停播映。
- 2019年10月1日：由於23:00-00:55重播《假日好戲勢：一個人的武林》，當日本節目暫停播映。
- 2019年12月31日：由於23:30-00:20直播《香港除夕倒數》，當日本節目暫停播映。

### 就係唔科學
《就係唔科學》（英語：Project M）是由香港電視娛樂製作的清談節目，主持為梁釗峰（第1-26集）／麻利（第27-40集）、陳欣妍、余逸思及朱晉傑，由2020年11月3日至2021年8月17日逢星期二播出。節目探討每種無法解釋的現象同傳說，以及以一個嶄新角度理解詭秘現象。
| 集數   | 播映日期 | 主題                               | 嘉賓         |
| 2020年 |          |                                    |              |
| 1      | 11月3日  | 前世                               | 江卓泓       |
| 2      | 11月10日 | 前世                               | 江卓泓       |
| 3      | 11月17日 | 時間                               | 余海峰       |
| 4      | 11月24日 | 時間                               | 余海峰       |
| 5      | 12月1日  | 外星人                             | 卓飛         |
| 6      | 12月8日  | 外星人                             | 卓飛         |
| 7      | 12月15日 | 外星人                             | 卓飛         |
| 8      | 12月22日 | 薩滿                               | Kijo         |
| 9      | 12月29日 | 陰謀論 (I)                         | 關加利       |
| 2021年 |          |                                    |              |
| 10     | 1月5日   | 陰謀論 (II)                        | 關加利       |
| 11     | 1月12日  | 史前文明                           | Chris Tai    |
| 12     | 1月19日  | 史前文明                           | Chris Tai    |
| 13     | 1月26日  | 人類圖                             | Stephen Wong |
| 14     | 2月2日   | 時間波浪儀                         | Stephen Wong |
| 15     | 2月9日   | 神秘動物學                         | 卓飛         |
| 16     | 2月16日  | 神秘牧場                           | 卓飛         |
| 17     | 2月23日  | 夢                                 | 夢妮妲       |
| 18     | 3月2日   | 夢                                 | 夢妮妲       |
| 19     | 3月9日   | 建築風水                           | 蔣匡文       |
| 20     | 3月16日  | 建築風水                           | 蔣匡文       |
| 21     | 3月23日  | 音頻                               | 曾文通       |
| 22     | 3月30日  | 音頻                               | 曾文通       |
| 23     | 4月6日   | 吸引力法則                         | 周華山       |
| 24     | 4月13日  | 吸引力法則                         | 周華山       |
| 25     | 4月20日  | 吸引力法則                         | 周華山       |
| 26     | 4月27日  | 印度星相                           | Gwen         |
| 27     | 5月4日   | SRT                                | Emily        |
| 28     | 5月11日  | SRT                                | Emily        |
| 29     | 5月18日  | 水晶與科技                         | Stephen Wong |
| 30     | 5月25日  | 水晶與埃及                         | Stephen Wong |
| 31     | 6月1日   | 水晶與古文明──亞特蘭提斯、拉姆尼亞 | Stephen Wong |
| 32     | 6月8日   | 筆跡分析                           | 林婉雯       |
| 33     | 6月15日  | 筆跡分析                           | 林婉雯       |
| 34     | 6月22日  | 人類起源 (I)                       | 李衍蒨       |
| 35     | 6月29日  | 人類起源 (II) + 喪屍               | 李衍蒨       |
| 36     | 7月6日   | 基因匙 (Gene Keys)                 | Stephen Wong |
| 37     | 7月13日  | 瑪雅曆                             | 江卓泓       |
| 38     | 7月20日  | 奧運                               | 雷雄德       |
| 39     | 8月10日  | 指紋性格分析                       | 莫頴恒       |
| 40     | 8月17日  | 能源問題                           | 余海峰       |

節目調動
- 2021年5月11日至6月1日：由於23:30-23:45播映廣告節目《女神練習生》，本節目順延至23:45-00:15播映。
- 2021年7月27日及8月3日：由於23:30-00:00播出《奧運有團伙精彩一夜》，本節目暫停播映。

### 有酒今晚吹
《有酒今晚吹》（英語：Chit Chat Drink）是由香港電視娛樂製作的清談節目，主持為強尼、練美娟（第41至50集改為由沈殷怡代替其主持）及黃詩詩。由2020年5月4日至2023年1月9日逢星期一播出，主持人會以「一枝酒，一個故事」出發，與每集受邀請的明星嘉賓，一齊「堅飲、堅醉、堅吹水」。未醉之前，大家固然能侃侃而談，有紋有路；醉了之後，彼此更會放下隔膜，爆料講真話！
本節目形式上模仿亞視節目《今夜不設防》，可能是香港電視史上首個以「飲酒」為主題的節目。
本節目於第27至39集由「醇滑嘉士伯」冠名贊助，第73至76集由「安信兄弟」冠名贊助，第79至80集由「WeWa卡」冠名贊助。
| 集數   | 播映日期 | 主題                             | 嘉賓                                   |
| 2020年 |          |                                  |                                        |
| 1      | 5月4日   | 清酒                             | 郭偉亮                                 |
| 2      | 5月11日  | 白葡萄酒                         | 小肥                                   |
| 3      | 5月18日  | 西班牙有氣酒（香檳）             | 黃真真                                 |
| 4      | 5月25日  | 西班牙有氣酒（香檳）             | 黃真真                                 |
| 5      | 6月1日   | 氈酒                             | 張紋嘉、張惠雅                         |
| 6      | 6月8日   | 伏特加                           | 陳德森                                 |
| 7      | 6月15日  | 新世界紅酒                       | 陳嘉倩                                 |
| 8      | 6月22日  | 手工氈酒                         | 金剛                                   |
| 9      | 6月29日  | 日本威士忌                       | 雷有輝                                 |
| 10     | 7月6日   | 有年份香檳                       | 廖子妤、余香凝                         |
| 11     | 7月13日  | 新世界紅酒                       | 莊端兒                                 |
| 12     | 7月20日  | 干邑                             | 吳國敬                                 |
| 13     | 7月27日  | 日本威士忌                       | 袁富華                                 |
| 14     | 8月3日   | 罕有舊年份紅酒                   | 龐建貽                                 |
| 15     | 8月10日  | 本地手工啤酒                     | 吳肇軒、麥子樂                         |
| 16     | 8月17日  | 亞洲的葡萄酒                     | 游學修                                 |
| 17     | 8月24日  | 甜酒                             | 談善言                                 |
| 18     | 8月31日  | 葡萄酒                           | 布志綸                                 |
| 19     | 9月7日   | 日本清酒                         | 張沛樂                                 |
| 20     | 9月14日  | 波爾多葡萄酒                     | 泳兒                                   |
| 21     | 9月21日  | 南非酒                           | 李洛鈞、柯翠婷                         |
| 22     | 9月28日  | 意大利酒                         | 鍾舒漫                                 |
| 23     | 10月5日  | 伏特加                           | 鄧健泓                                 |
| 24     | 10月12日 | 砵酒                             | 孫曉賢                                 |
| 25     | 10月19日 | 粉紅葡萄酒                       | 楊偲泳                                 |
| 26     | 10月26日 | 格魯吉亞酒                       | 鄧建明                                 |
| 27     | 11月2日  | 新派中國白酒                     | 七仙羽                                 |
| 28     | 11月9日  | 雞尾酒                           | 張慧儀                                 |
| 29     | 11月16日 | 德國葡萄酒                       | 李蔓瑩                                 |
| 30     | 11月23日 | 隆河谷葡萄酒                     | 林耀聲                                 |
| 31     | 11月30日 | 日本氈酒                         | 、張文傑                               |
| 32     | 12月7日  | 亞洲威士忌                       | 泥鯭@RubberBand                        |
| 33     | 12月14日 | Cabernet Sauvignon葡萄酒         | 趙善恆@ToNick                          |
| 34     | 12月21日 | 無酒精啤酒                       | 岑珈其                                 |
| 35     | 12月28日 | 布爾岡葡萄酒                     | 鄧小巧                                 |
| 2021年 |          |                                  |                                        |
| 36     | 1月4日   | 陳年冧酒                         | 林曉峰                                 |
| 37     | 1月11日  | 有機葡萄酒                       | 岑日珈                                 |
| 38     | 1月18日  | 獨立酒莊香檳                     | 麥長青                                 |
| 39     | 1月25日  | 西班牙葡萄酒                     | 鄭融                                   |
| 40     | 2月1日   | 長相思（Sauvignon Blanc）葡萄酒  | 林婷、陳穎欣                           |
| 41     | 2月8日   | 獨立酒瓶廠威士忌                 | 歐錦棠、可宜                           |
| 42     | 2月15日  | 西西里島葡萄酒                   | 陳欣妍                                 |
| 43     | 2月22號  | 本地手工啤酒                     | 陳宇琛、余潔滢                         |
| 44     | 3月1號   | 智利葡萄酒                       | 林欣彤                                 |
| 45     | 3月8號   | 新西蘭葡萄酒                     | 石詠莉、伍仲衡                         |
| 46     | 3月15號  | 日本燒酒                         | 火火                                   |
| 47     | 3月22號  | 葡萄牙葡萄酒                     | 林奕匡                                 |
| 48     | 3月29號  | 日本清酒                         | 陳柏宇                                 |
| 49     | 4月5號   | 法國夏布里葡萄酒                 | P1X3L                                  |
| 50     | 4月12號  | 澳洲葡萄酒                       | 潘紹聰                                 |
| 51     | 4月19號  | 素食葡萄酒                       | 林作                                   |
| 52     | 4月26號  | 阿瑪羅尼葡萄酒                   | 裕美                                   |
| 53     | 5月3號   | 新世界汽酒及女釀酒師主理香檳     | 石詠莉、鄧健泓、伍仲衡、七仙羽         |
| 54     | 5月10號  | 新世界汽酒及女釀酒師主理香檳     | 石詠莉、鄧健泓、伍仲衡、七仙羽         |
| 55     | 5月17號  | 阿根廷葡萄酒                     | 陳凱詠、One Promise                    |
| 56     | 5月24號  | 意大利有氣酒                     | 黎紀君、梁諾妍                         |
| 57     | 5月31號  | 斯佩賽區威士忌                   | Kolor                                  |
| 58     | 6月7號   | 日本葡萄酒                       | Amanda S.                              |
| 59     | 6月14號  | 布爾岡葡萄酒                     | 林安泰                                 |
| 60     | 6月21號  | 艾雷島威士忌                     | 陳輝陽                                 |
| 61     | 6月28號  | 新派加洲葡萄酒                   | 趙祥誠、陳葦璇、陳毅燊                 |
| 62     | 7月5號   | 韓國酒                           | 鄭伊琪、徐蒨寧、馮寶欣                 |
| 63     | 7月12號  | 盧瓦爾河谷 (Loire valley) 葡萄酒 | 周祉君、余逸思、曾贊學、李敏           |
| 64     | 7月19號  | 蘇格蘭氈酒                       | 郭偉亮、曾比特                         |
| 65     | 8月9號   | 龍舌蘭酒                         | 陳海寧、黃溢濠                         |
| 66     | 8月16號  | 威士忌雞尾酒                     | 陳逸璇、涂毓麟                         |
| 67     | 8月23號  | 另類法國布爾岡葡萄酒             | 葉巧琳、湯駿業                         |
| 68     | 8月30號  | 甜酒                             | 李健宏、吳卓曦、許樂媛                 |
| 69     | 9月6號   | 日本清酒生酒                     | 林芊妤                                 |
| 70     | 9月13號  | Moscato                          | 楊芷羚、嚴楚翹                         |
| 71     | 9月20號  | 波本威士忌                       | 野佬                                   |
| 72     | 9月27號  | 異國莎當妮葡萄酒                 | 林二汶                                 |
| 73     | 10月4號  | Sherry酒                         | 趙慧珊                                 |
| 74     | 10月11號 | 日本清酒原酒                     | 蔡瀚億                                 |
| 75     | 10月18號 | 本土國際級得奬調酒師             | Antonio Lai、Jay Khan                  |
| 76     | 10月25號 | 干邑的級別                       | 夏韶聲                                 |
| 77     | 11月1號  | 以色列酒                         | 王丹妮                                 |
| 78     | 11月8號  | 澳洲氈酒                         | 譚杏藍                                 |
| 79     | 11月15號 | 香檳中的添糖步驟分類             | 歐陽若曦、馬騮搣                       |
| 80     | 11月22號 | Pinot Noir                       | 葉晴晴                                 |
| 81     | 11月29號 | 意大利 Barolo 酒區               | 杜如風                                 |
| 82     | 12月6號  | 法國博若萊 (Beaujolais) 酒區     | 楊詩敏                                 |
| 83     | 12月13號 | 日本清酒的類別                   | 譚凱倫、郭奕芯                         |
| 84     | 12月20號 | 聖誕特別酒類                     | 駱振偉、陳子豐                         |
| 85     | 12月27號 | Orange wine                      | 林詠倫、郁禮賢                         |
| 2022年 |          |                                  |                                        |
| 86     | 1月3號   | 花雕酒                           | 鍾慧冰、陳月媚                         |
| 87     | 1月10號  | 愛爾蘭威士忌                     | 張進翹、CMgroovy                       |
| 88     | 1月17號  | Northern Rhone Wine              | 李幸倪                                 |
| 89     | 1月24號  | Ribera de Duero & Rueda          | 葉佩男、葉思男                         |
| 90     | 1月31號  | Hungarian wine                   | 許賢、蘇致豪                           |
| 91     | 2月7號   | 農曆新年美酒篇                   | 陳詠燊、鄧麗欣、陳湛文                 |
| 92     | 2月14號  | 情人節美酒                       | 岑珈其、梁雍婷、柯煒林                 |
| 93     | 2月21號  | Riesling 葡萄酒                  | 鍾舒祺                                 |
| 94     | 2月28號  | Crémant 氣泡酒                   | 陳明憙                                 |
| 95     | 3月7號   | 法國波爾多甜白酒                 | J.Arie                                 |
| 96     | 3月14號  | 法國 Jura 葡萄酒                 | 凌文龍                                 |
| 97     | 3月21號  | 酒桶熟成清酒                     | 曾若華                                 |
| 98     | 3月28號  | 本地瓶裝雞尾酒                   | 張敬仁、李炘頤                         |
| 99     | 4月4號   | 蘇格蘭高地威士忌                 | 廿四味                                 |
| 100    | 4月11號  | 調配 XO                          | Serrini                                |
| 101    | 4月18號  | 以茶為題的手工氈酒               | 阮小儀                                 |
| 102    | 4月25號  | Syrah / Shiraz 葡萄酒            | 姜文傑                                 |
| 103    | 5月2號   | 法國阿爾薩斯貴族葡萄酒           | 陳慧敏                                 |
| 104    | 5月9號   | 另類特色燒酎                     | 張建聲                                 |
| 105    | 5月16號  | 入過烈酒桶陳釀葡萄酒             | 葛綽瑤、許寶恆、何洛瑤、鍾卓穎、楊安妮 |
| 106    | 5月23號  | 法國南隆河谷區葡萄酒             | 栢天男                                 |
| 107    | 5月30號  | 白詩南葡萄酒                     | 谷旻                                   |
| 108    | 6月6號   | 意大利奇揚第及經典奇揚第葡萄酒   | 曾樂彤                                 |
| 109    | 6月13號  | 日本梅酒                         | 李靖筠                                 |
| 110    | 6月20號  | 本地得獎女調酒師                 | 調酒師Summer、Taki、Yvonne             |
| 111    | 6月27號  | 西班牙里奧哈葡萄酒 (Rioja)       | 顧定軒                                 |
| 112    | 7月4號   | 法國普羅旺斯葡萄酒               | 程人富、童童、阿J                      |
| 113    | 7月11號  | 不同類別的氈酒                   | 馮志強、魏浚笙、黃奕晨                 |
| 114    | 7月18號  | 手工西打酒                       | 龔柯允                                 |
| 115    | 7月25號  | 美國俄勒岡州葡萄酒               | 余迪偉                                 |
| 116    | 8月1號   | 夏日本地罐裝雞尾酒               | 林慧美                                 |
| 117    | 8月8號   | 有氣清酒                         | 應智越 (細貓)                          |
| 118    | 8月15號  | 名人香檳                         | 梁釗峰                                 |
| 119    | 8月22號  | 梅洛葡萄酒                       | 蘇麗珊                                 |
| 120    | 8月29號  | 意大利威尼托葡萄酒               | 黃劍文                                 |
| 121    | 9月5號   | 本地氈酒廠創辦人                 | 氈酒廠創辦人Jeremy、Nic                |
| 122    | 9月12號  | 葡萄牙杜羅河區葡萄酒             | 繆浩昌 (6號)                           |
| 123    | 9月19號  | 自然葡萄酒                       | 陳蕾                                   |
| 124    | 9月26號  | 香港單桶威士忌                   | 方力申                                 |
| 125    | 10月3號  | 阿根廷門多薩葡萄酒               | 李志剛、李創偉                         |
| 126    | 10月10號 | 葡萄酒與音樂                     | 鍾達茵                                 |
| 127    | 10月17號 | 意大利普羅賽克氣泡酒             | 楊梓菁                                 |
| 128    | 10月24號 | 陳年龍舌蘭酒                     | 陳宗澤、吳肇軒                         |
| 129    | 10月31號 | 日本葡萄酒                       | 吳林峰                                 |
| 130    | 11月7號  | 本地外賣裝雞尾酒                 | 文廸@ONE PROMISE                       |
| 131    | 11月14號 | 香港精品手工啤酒                 | 劉嘉瑋、張嘉殷                         |
| 132    | 12月5號  | 意大利托斯卡納葡萄酒             | 鄧穎芝                                 |
| 133    | 12月12號 | 不同甜度的德國特優質產區白酒     | 趙頌茹                                 |
| 134    | 12月19號 | 聖誕雞尾酒特飲                   | 張蔓姿                                 |
| 135    | 12月26號 | 威士忌的泥煤風味                 | ToNick                                 |
| 2023年 |          |                                  |                                        |
| 136    | 1月2號   | 法國白中白香檳                   | 余德丞                                 |
| 137    | 1月9號   | 珍稀年份香檳                     | {{N/A}                                 |

節目調動
- 2021年7月26日及8月2日：由於23:30-00:00播出《奧運有團伙精彩一夜》，本節目暫停播映。
- 2022年11月21日：由於23:30－02:15直播《FIFA世界盃2022－塞內加爾 對 荷蘭》，當日本節目暫停播映。
- 2022年11月28日：由於23:15－02:15直播《FIFA世界盃2022－巴西 對 瑞士》，當日本節目暫停播映。

### 讓我一次買個夠
《讓我一次買個夠》（英語：Shopping More）是由MakerVille製作的清談節目，主持為當奴、練美娟。由2023年1月16日起逢星期一播出，主持人與每集受邀請的明星嘉賓，一齊分享有關購物的經驗及趣事。
節目調動
- 2023年3月13日：由於23:30－00:00重播《奇異女俠勇戰小金人：楊紫瓊專訪》，當日本節目暫停播映。

### 又要威 又要戴頭盔
《又要威 又要戴頭盔》（英語：Helmet Intercom）是由香港電視娛樂／MakerVille製作的清談節目，主持為林二汶（2022年5月前）／徐㴓喬（2022年5月後）和余迪偉，林和余二人是繼電台節目《一八七二遊花園》後再度合作，2016年4月7日至2023年12月28日播出。節目會為嘉賓準備一個頭盔作身分保密，製造一個不怕被起底，不怕被秋後算賬的暢所欲言空間。
目前此節目是ViuTV所有自製節目中及《晚吹》系列中最長壽節目。
本節目第283至286集由「安信兄弟」冠名贊助，第289至290集由「WeWa卡」冠名贊助。
節目調動
- 2017年11月30日：由於17:05-19:15直播《港島及九龍地域中學校際籃球比賽》第一組港島女子及男子甲組決賽，當日《6點新聞報道》暫停播映，並改為於23:30-00:00（本節目原時段）播出一節《深宵新聞》，本節目順延至翌日（12月1日）00:00-00:30播映。
- 2018年5月17及24日：由於22:30-23:15播出《鮮浪潮。語2018》加長版，本節目順延至23:15-23:45播映。
- 2018年6月14日：由於22:00-01:15直播《2018 FIFA世界盃™ ：俄羅斯 對 沙特阿拉伯》，當日本節目暫停播映。
- 2018年12月13日：由於22:30-23:30播出《堅離地》第19集加長版，當日本節目暫停播映。
- 2020年12月31日：由於23:30-00:30播出《2020 ViuTV 金Bear圍威喂 派奬典禮》，當日本節目暫停播映。
- 2021年3月18日：由於20:30-22:45播出《教場》第1集，本節目順延至23:45-00:15播映。
- 2021年7月29日及8月5日：由於23:30-00:00播出《奧運有團伙精彩一夜》，本節目暫停播映。
- 2022年11月24日：由於23:15－02:15直播《FIFA世界盃2022－葡萄牙 對 加納》，當日本節目暫停播映。

### 戀講嘢
《戀講嘢》（英語：What Love You Say）是由香港電視娛樂／MakerVille製作的清談節目，主持為郭嘉駿、譚凱倫、鄭伊琪及郭奕芯，由2021年8月24日至2024年1月9日逢星期二播出。節目主持將接見不同有愛情問題的女士，每集嘉賓需自備一件與自己個案相關的物品，於錄影當天放上「忘憂架」上，並會一直存放至尾集，最後一集將會有26件物品於「忘憂架」上，並會一次過將它們當場「處決」。
本節目第7至10集由「安信兄弟」冠名贊助，第13至14集由「WeWa卡」冠名贊助。
節目調動
- 2022年11月22日：由於23:15－02:15直播《FIFA世界盃2022－墨西哥 對 波蘭》，當日本節目暫停播映。

### 404_886流量密碼
《404_886流量密碼》（英語：Awesome Hit Rate）是由MakerVille製作的清談節目，主持為ERROR，由2024年1月16日至2024年9月24日逢星期二播出。節目邀請ERROR遠赴台灣，訪問當地女性網絡紅人，了解她們的社交平台吸引粉絲背後的原因。
節目調動
- 2024年6月18、25日及7月2日：由於23:30-23:55重播《歐洲國家盃2024賽日精華》，當日本節目暫停播映。
- 2024年7月30日及8月6日：由於原時段直播《巴黎奧運爭勝一夜》，當日本節目暫停播映。

### 音樂系
《音樂系》（英語：Music is）是由MakerVille製作的清談音樂節目，主持為何洛瑤及陳詠謙，由2024年1月4日至2024年10月31日逢星期四播出。節目由香港頂尖音樂製作人與觀眾分享專業音樂製作技巧、了解各種不同音樂類型的特點，以及各首著名歌曲／歌手錄音期間的趣聞，再加上新歌速遞，全方位同大家傾音樂。
節目調動
- 2024年6月20日及27日：由於23:30-23:55重播《歐洲國家盃2024賽日精華》，當日本節目暫停播映。
- 2024年7月11日：由於23:30-23:55重播《歐洲國家盃2024賽日精華》，當日本節目暫停播映。
- 2024年8月1日及8日：由於原時段直播《巴黎奧運爭勝一夜》，當日本節目暫停播映。
- 2024年10月31日：由於23:30-23:35播出《控煙「理」要知》，本節目順延至23:35-00:05播映。

### 一車女人
《一車女人》（英語：Queen of the Road）是由MakerVille製作的清談節目，主持為倪晨曦、練美娟及潘寧，由2023年11月20日至2025年4月7日逢星期一播出。節目以三名對駕駛態度截然不同的女藝人為主導，分享與車有關的秘聞趣事、黑歷史甚至成人話題，讓觀眾走入女人的車車世界。
節目調動
- 2024年1月1日：由於19:30-00:10轉播《2023年度叱咤樂壇流行榜頒獎典禮》，本節目暫停播映。
- 2024年7月29日、8月5日：由於21:30-04:00直播《巴黎奧運爭勝一夜》，本節目連續兩星期暫停播映。

## 部份收視
| 節目           | 集數 | 播出日期      | 綜合收視點 | 收看人數  | 備註 |
| -------------- | ---- | ------------- | ---------- | --------- | ---- |
| 真PK           | 2    | 2016年4月9日  | 4.5點      | 約292,500 |      |
| 總有一隻喺左近 | 2    | 2016年4月17日 | 5.7點      | 約370,500 |      |

## 外部連結
- ViuTV官方重溫頁面（页面存档备份，存于）